# Lagărul de concentrare Auschwitz
Auschwitz (în poloneză Oświęcim) sau Auschwitz-Birkenau (nume oficial complet Konzentrationslager Auschwitz, KL Auschwitz (Stammlager), KL Birkenau (Auschwitz II), scurt Konzentrationslager Auschwitz-Birkenau) este numele unui complex de lagăre de concentrare și exterminare al Germaniei naziste.
Cunoscut drept cel mai mare lagăr de exterminare nazist, Auschwitz a devenit locul emblematic de implementare a soluției finale, un element major în punerea în practică a Holocaustului; se estimează că cel puțin 1,1 milioane de persoane au fost omorâte acolo, din care peste 90% au fost evrei.

## Date generale
Auschwitz este numele german al orașului din apropiere, Oświęcim, situat la aproximativ 60 kilometri vest de Cracovia, în sudul Poloniei.
Unul din motivele pentru care a fost aleasă această localitate îl constituie faptul că era un nod de cale ferată foarte dezvoltat, având 44 de linii paralele, ceea ce facilita transportul unui atât de mare număr de evrei și alte naționalități din întreaga Europă.

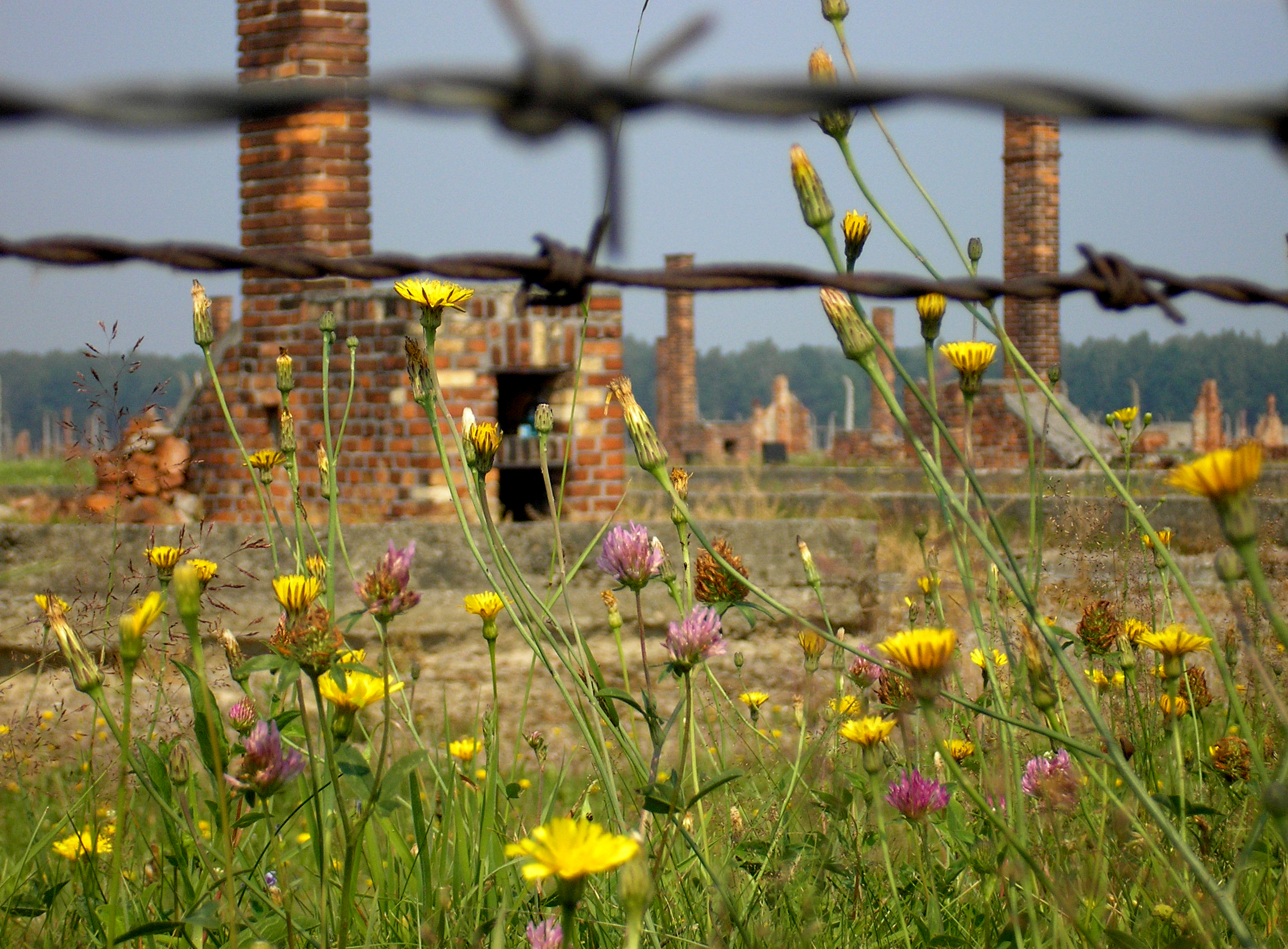
Ruine de barăci la Birkenau

După cotropirea Poloniei, armata germană a preluat, sub conducerea ei, cazărmile orașului Oswiecim, transformându-l în cel mai mare complex de lagăre al perioadei naziste. Din vara anului 1940, Auschwitz a fost declarat lagăr model și pus la dispoziția delegațiilor internaționale, iar când au fost întrebați de ce au înființat acest lagăr, naziștii au spus că este singura măsură aptă să asaneze această lume de elementele ei precare. La momentul construirii acestui lagăr, Heinrich Himmler a pus problema încercuirii acestuia cu garduri de sârmă ghimpată, sub tensiune electrică, cu ziduri imposibil de trecut și turnuri de observație dotate cu pistoale mitralieră. Doi ani mai târziu, capacitățile de "cazare" ale lagărului Auschwitz I nemaifiind încăpătoare, s-a procedat la construirea altor două asemenea lagăre, respectiv Birkenau (Brzezinka și Auschwitz II). Aceste două noi capacități de ucidere în masă și-au arătat foarte curând productivitatea, dimensiunile crimelor din această perioadă, depășind orice limită a imaginabilului. Aceste crime se executau sub deviza "munca eliberează", înscrisă pe frontispiciul porții de la intrare, cu litere de fier forjat - dovadă a cinismului conducătorilor naziști. Semnificația acestui slogan urma să fie prea curând înțeleasă de către deportații aduși cu forța în lagărele respective. Atât înainte, cât și după transportul lor, efectuat cu trenuri de marfă, că niște vite, deportații erau dispuși în rânduri compacte și sortați pe peroane.

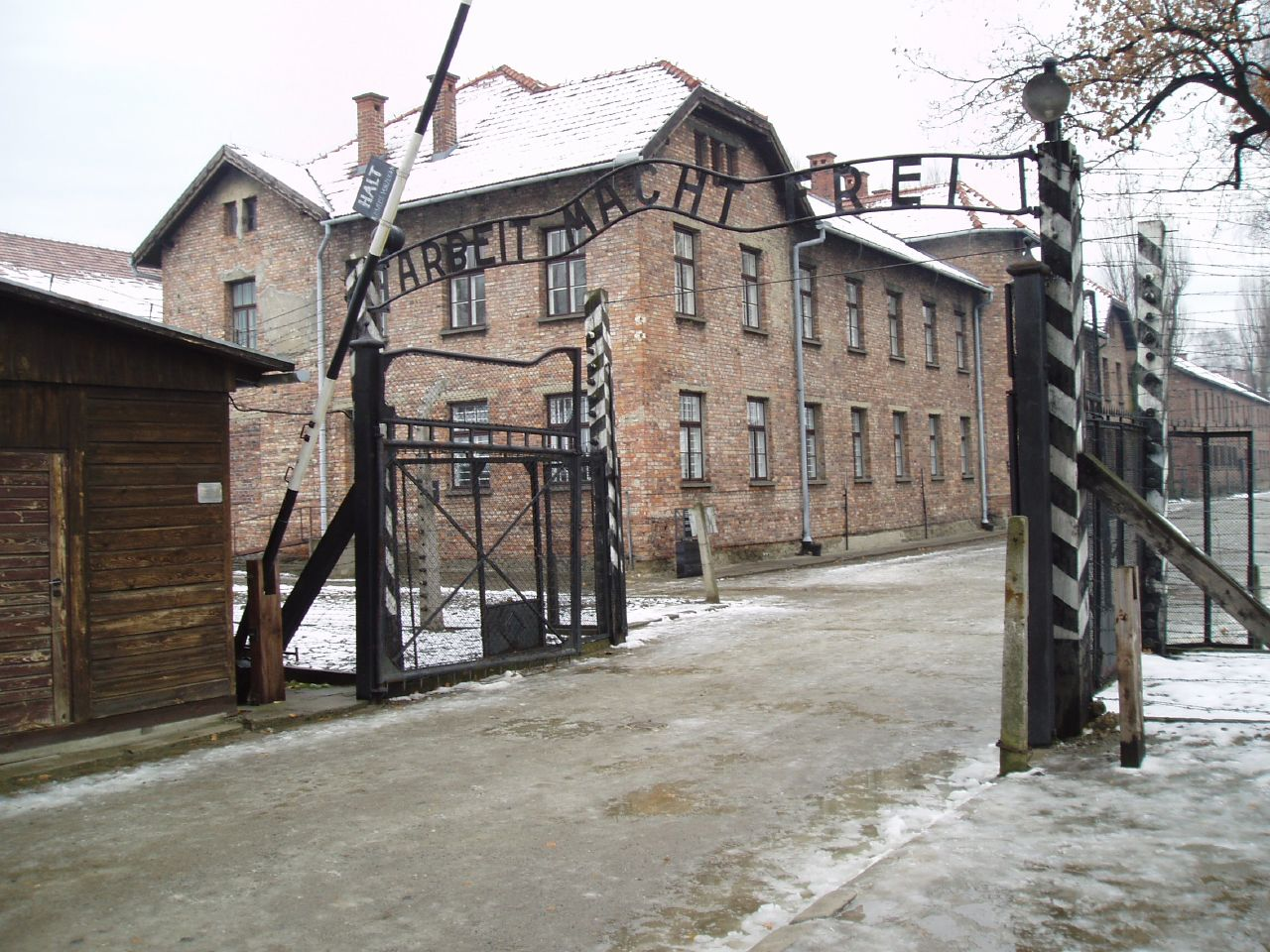
Lagărul de la Auschwitz

Trupele SS germane efectuau aceste operații de triere. Bătrânii și copiii erau despărțiți de grupurile apte de muncă, pregătindu-se să facă ultimul drum al vieții lor, către camerele de gazare, ascunse sub forma unor dușuri. Deportații apți de muncă au fost încartiruiți în așa-numitele spații de carantină. Batjocoriți și înfometați, își pierdeau încetul cu încetul personalitatea, la aceasta contribuind și înfățișarea lor, după ce erau tunși. Urma înregistrarea și tatuarea respectivelor numere pe braț și drumul spre cazarmament, pentru a-și ridica ținuta de lagăr. Cel care supraviețuia carantinei urma să se integreze într-o grupă de muncă, care-și avea sediul la Auschwitz III, lagăr situat în afara complexului, în localitatea Monovitz. Deportații munceau în industria de apărare, în condiții inumane, în mod special pentru concernul IG-Farben, la care era asociată și firma Degesch. Această întreprindere producea gazul de luptă Ciclon B, care, după 1941 a fost intens folosit în lagărele de concentrare, în vederea gazării deținuților sub binecunoscuta metodă. Efectul gazului se face simțit numai după 20 de minute și provoacă o moarte în chinuri groaznice. Odată cu anul 1941, la numărul existent al deținuților s-a adăugat și un număr din ce în ce mai mare de deportați provenind din rândul armatelor aliate. Numai în toamna acelui an intraseră prin această poartă a morții un număr de 12.000 de soldați ai Armatei Roșii, ca nouă luni mai târziu, la apel, să răspundă numai 150 de oameni înfometați, loviți, restul fiind otrăviți, împușcați, maltratați. Femeile și copiii serveau ca și cobai de experiență a doctorilor SS, care aveau sediul în renumitul bloc 10. Celor uciși li se extrăgeau dinții de aur iar părul lor era folosit în industrie. În ianuarie 1945, pentru a șterge urmele acestor masacre colective, conducătorii naziști ai acestor lagăre au hotărât să distrugă orice urmă a crimelor lor, prin raderea de pe fața pământului a lagărelor. Multe dintre barăci au căzut pradă incendiilor, altele, construite din cărămidă, au fost distruse prin explozie. Datorită faptului că armata sovietică a înaintat mai repede decât se așteptau naziștii, o parte a lagărului de la Auschwitz, cu cele 39 de incinte ale sale, a rămas nedistrusă, constituind mărturia tragismului acestor locuri.
Farmacistul șef al lagărului a fost Victor Capesius, originar din Miercurea Sibiului. Tot în acest lagăr de concentrare și-a efectuat experimentele pe oameni medicul Josef Mengele.
În iulie 1947 Seimul Poloniei a hotărât transformarea lagărului de concentrare în muzeu. Sculptori italieni și polonezi, ajutați de comitetul internațional Auschwitz, au ridicat un monument impresionant, dedicat victimelor holocaustului. Printre aceștia se numără și călugărul franciscan Maximilian Kolbe, care, în semn de protest față de aceste atrocități, a declarat greva foamei și ca urmare a acesteia a și murit. În amintirea călugăriței și filosoafei evreice Edith Stein, convertită la catolicism și ucisă la Auschwitz în anul 1942, o mănăstire carmelită ce funcționa într-o veche hală a unei fabrici îi poartă numele, începând cu anul 1984. 
Nemăsurata durere ce se consuma între pereții barăcilor, unde mai mult de 1000 de persoane erau înghesuite ca animalele, nu poate avea nici un corespondent în interpretarea actuală a evenimentelor ce s-au petrecut acolo. Pentru ca asemenea atrocități să rămână vii în amintire, iar victimele terorii naziste să nu fie uitate niciodată, UNESCO a declarat lagărele de la Auschwitz, în 1979, ca parte a moștenirii culturale universale a omenirii. Printre barăcile care compun acest teritoriu al groazei, acum crește iarba. Unele locuri sunt frumos amenajate cu adevărate covoare de flori. Cu toate acestea, prezența crematoriilor, a furnalelor, a barăcilor de triere și a zidului morții, obligă la o permanentă rememorare a tot ce s-a întâmplat atunci. S-a amenajat o expoziție în fiecare bloc al morții ce prezintă posterității obiecte și spații încărcate de suferința oamenilor ce le-au populat.

## Lagărele principale
Cele trei lagăre principale au fost:
- Auschwitz I, lagărul inițial de concentrare care a fost folosit ca centru administrativ pentru tot complexul, a fost locul execuțiilor a aproximativ 70.000 oameni, majoritatea prizonieri de război polonezi și sovietici.

- Auschwitz II (Birkenau), lagăr de exterminare, unde cel puțin 1,1 milioane de evrei, 75.000 polonezi și circa 19.000 romi au fost uciși.

- Auschwitz III (Monowitz), care a fost folosit ca lagăr de muncă pentru uzina Buna-Werke aparținând concernului IG Farben.

Numărul exact de victime nu este cunoscut, dar majoritatea estimărilor contemporane sunt în jur de 1,1-1,6 milioane.
Ca toate lagărele de concentrare naziste, lagărele de la Auschwitz au fost operate de trupele SS conduse de Heinrich Himmler. Comandanții complexului au fost SS-Obersturmbannführer Rudolf Höß (sau Hoess) până în vara anului 1943, iar după aceea Arthur Liebehenschel și Richard Baer. Höß a oferit o descriere detaliată a activităților din lagăr în timpul interogărilor sale de după război și în autobiografia sa. El a fost spânzurat în 1947 în fața intrării crematoriului de la Auschwitz I.
Auschwitz-Birkenau a fost un lagăr de concentrare nazist din Polonia, care în timpul celui de -al Doilea Război Mondial a avut un rol de distrugere în rândul populației evreiești din Europa și nu numai a acesteia. Peste 1,1-1,6 milioane de oameni au fost exterminați în acest lagăr. El a fost ca în marea majoritate a lagărelor de concentrare naziste, comandat de trupele de infanterie SS. Lagărul de la Auschwitz-Birkenau a fost cel mai mare lagăr nazist din cele două războaie mondiale. Lagărele aveau ca scop distrugerea unor minorități europene ca evreii, țiganii, etc. Alte lagăre din afara teritoriului Germaniei erau folosite ca puncte de lucru sau pentru "experimente" ale doctorilor naziști. La fiecare lagăr era adăugat, la ieșire câte un crematoriu pentru cadavrele deținuților. Lângă acest crematoriu se mai afla și câte o cameră de dușuri, care avea ca scop gazarea prizonierilor. În lagărul de la Auschwitz-Birkenau aceste camere de gazare și crematoriile se aflau în interiorul lagărului deoarece lagărul a fost construit într-o localitate ocupată de germani și transformată în lagăr de concentrare. Locuitorii polonezi ai Auschwitzului, care au refuzat să fie deportați fie în Germania, fie în Austria, au fost folosiți la muncă "în folosul națiunii germane", ei nefiind tratați ca și conaționalii lor care au acceptat să plece din Auschwitz. Ei erau folosiți la golirea camerelor de gazare.

## Încercările individuale de evadare
Aproximativ 802 de deținuți au încercat să evadeze de la Auschwitz, din care aproximativ 144 au reușit. Soarta a 331 de evadați este încă necunoscută. O pedeapsă obișnuită pentru încercările de evadare era moartea prin înfometare. Familiile celor care reușeau să evadeze erau uneori arestate și trimise la Auschwitz pentru a opri alte încercări. Dacă un prizonier evada, 10 deținuți erau aleși la întâmplare și erau omorâți.

## Galerie

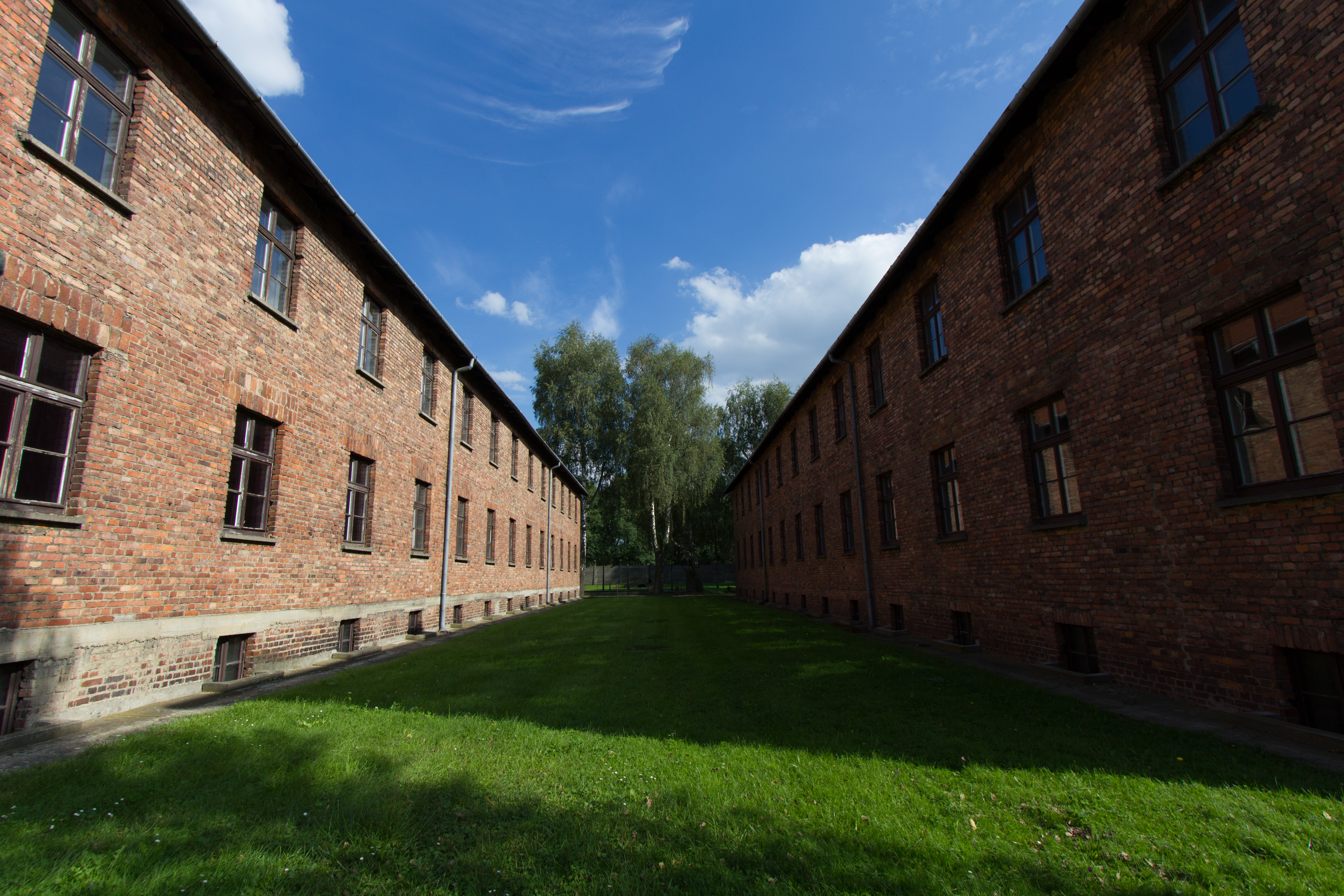
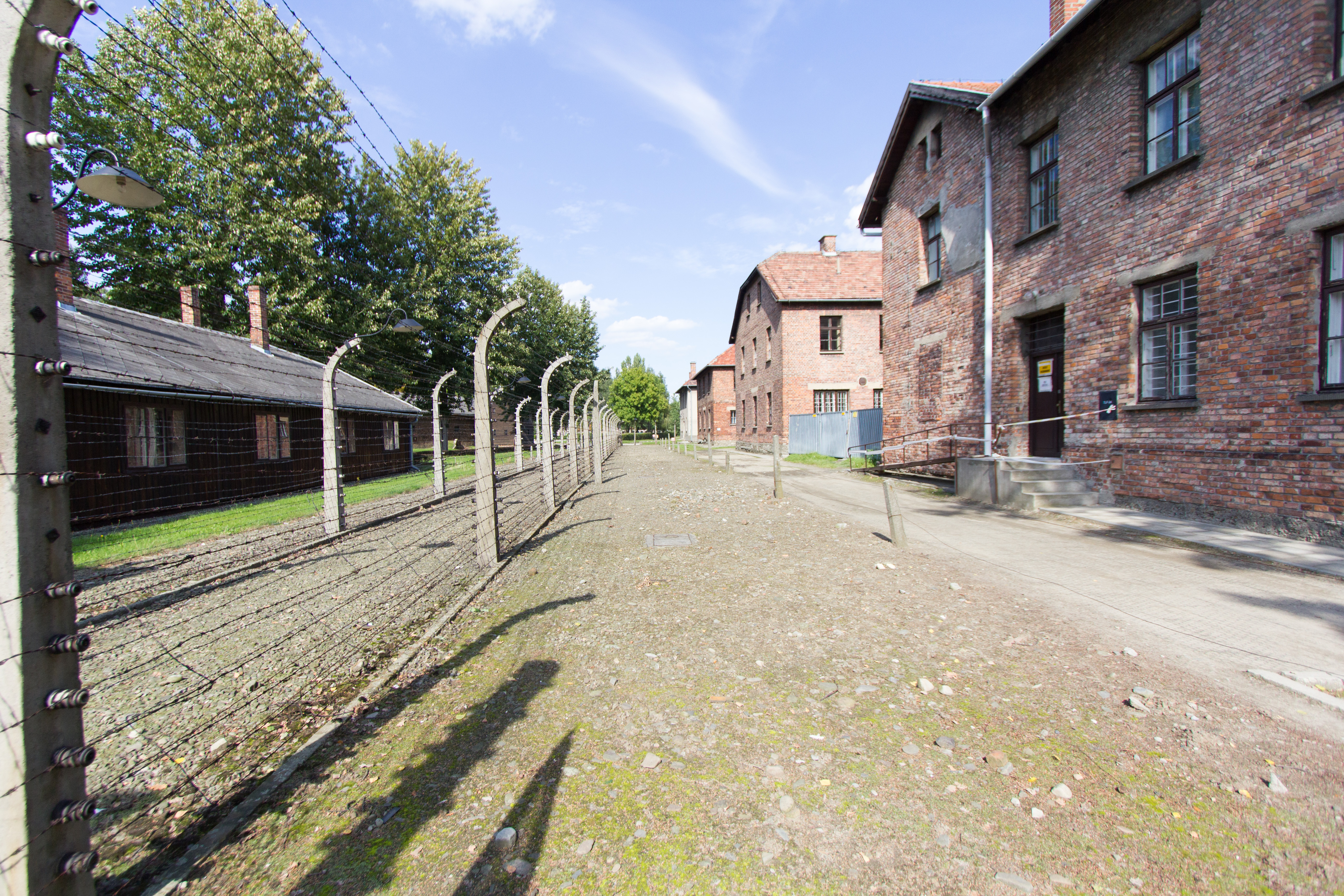
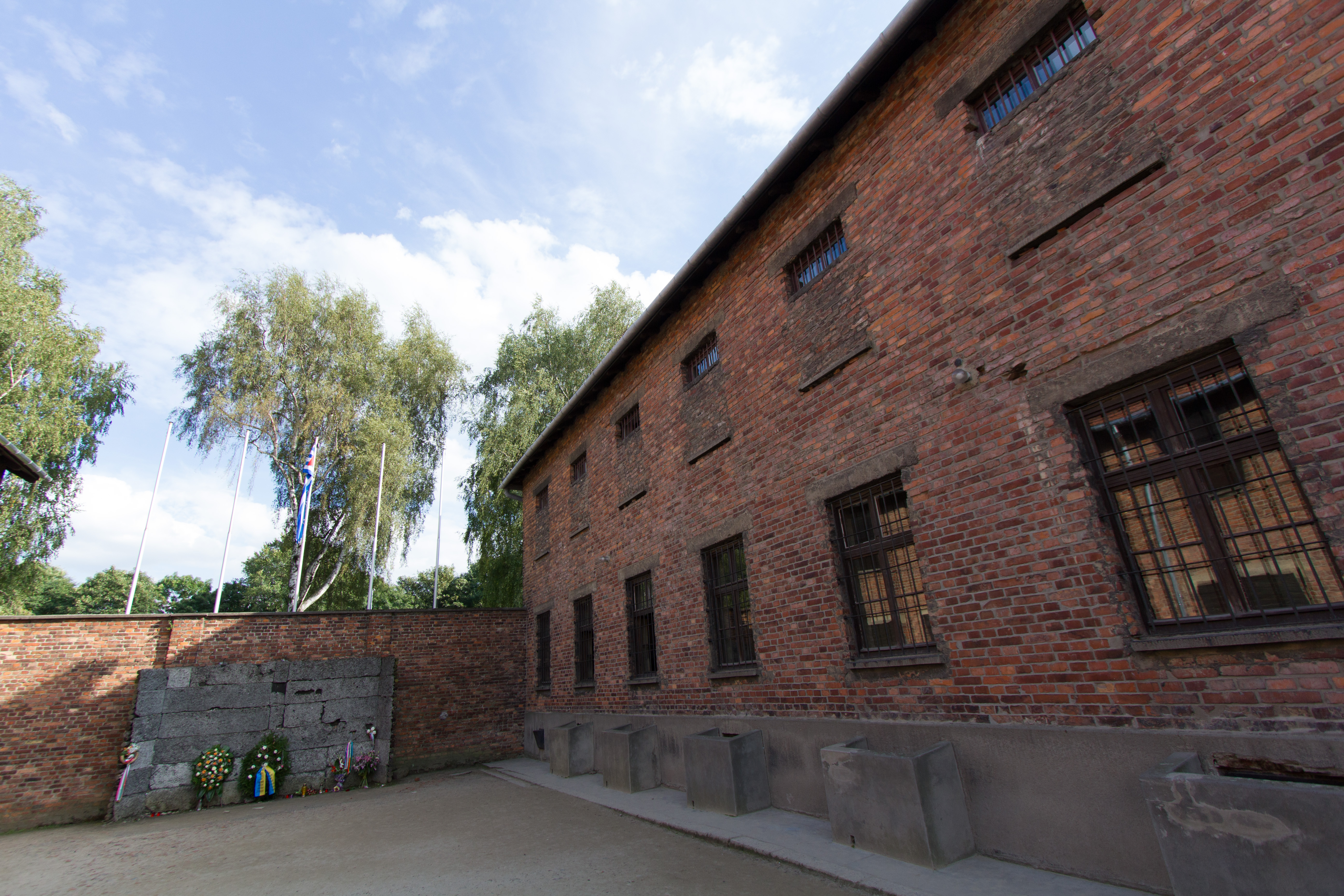
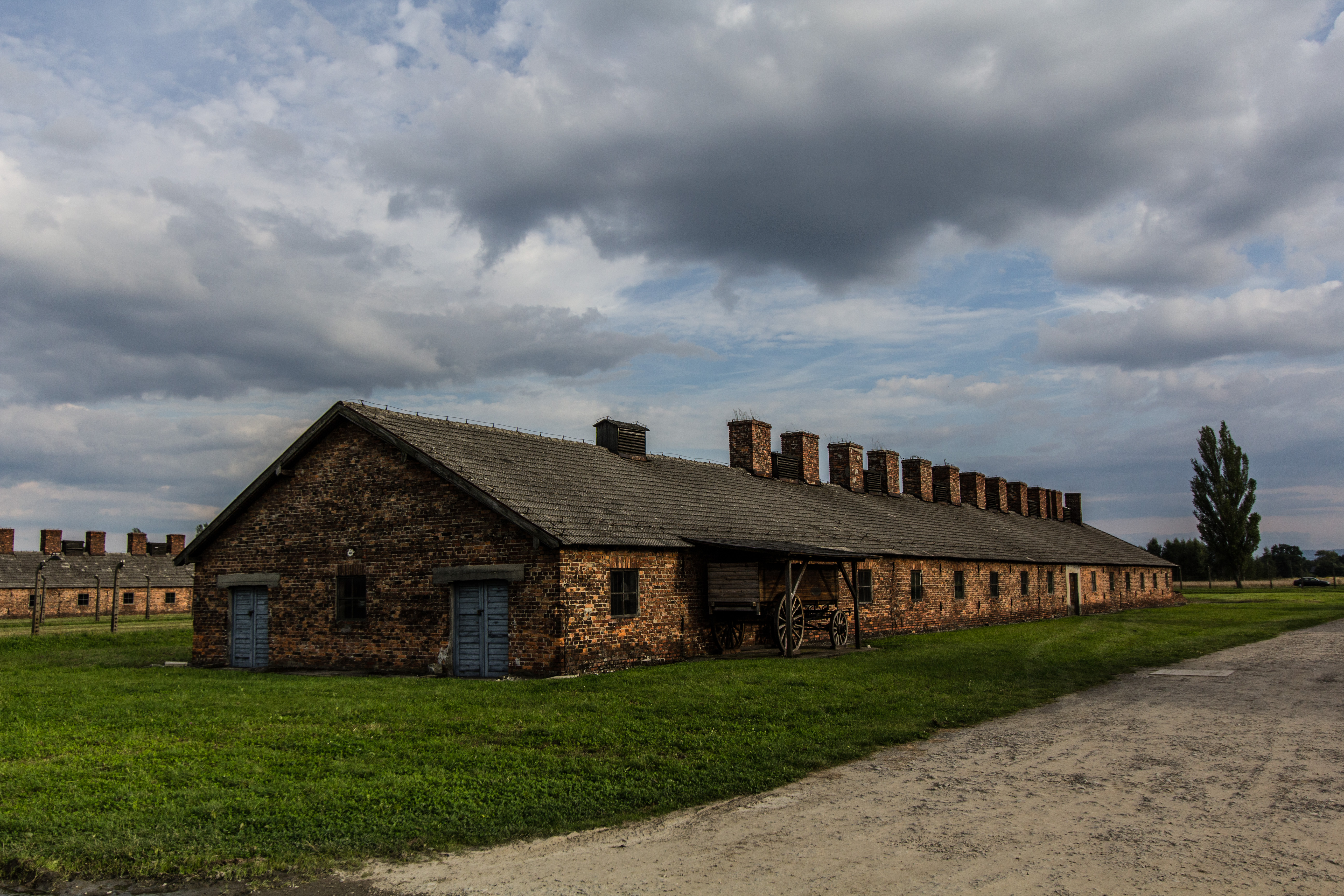
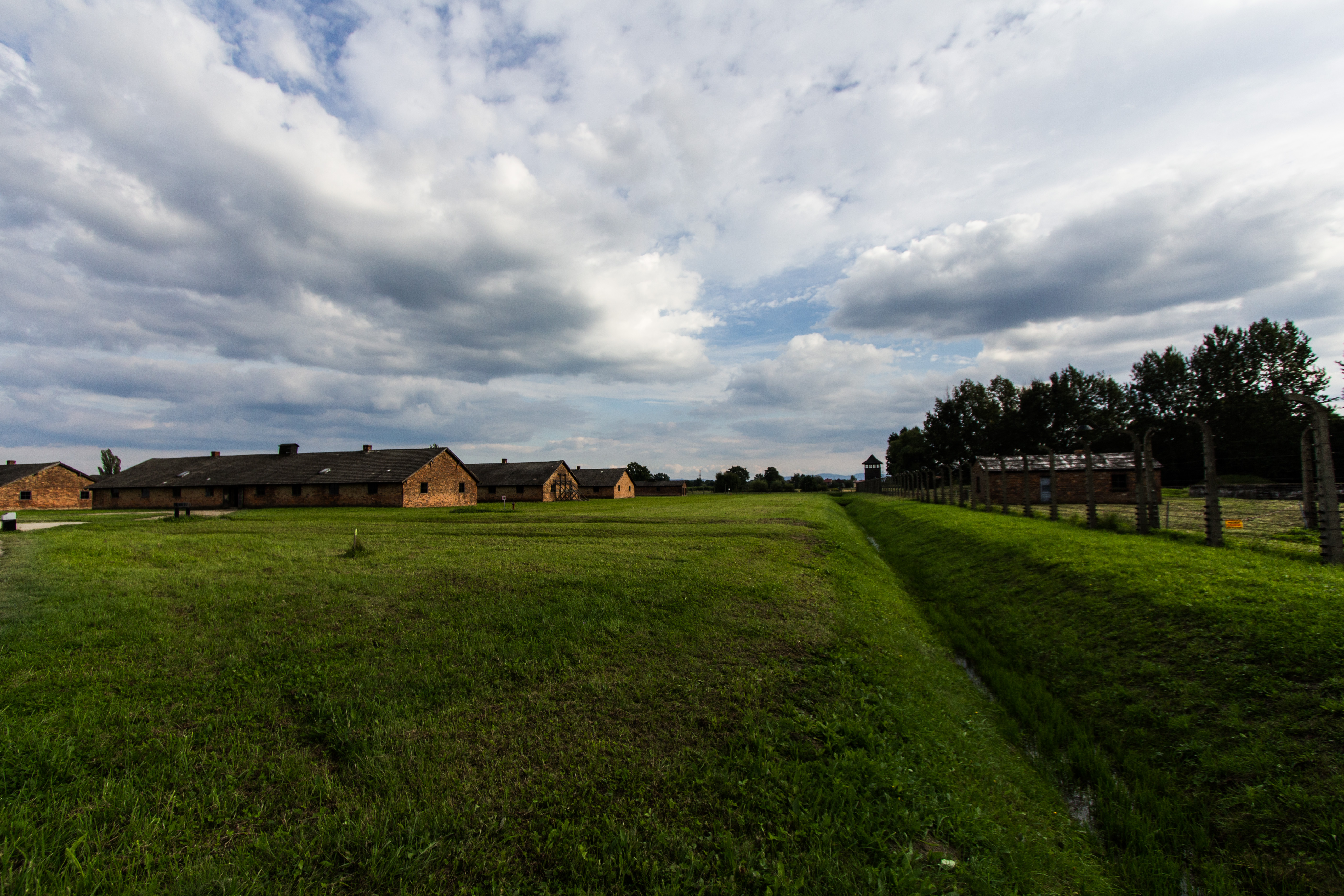
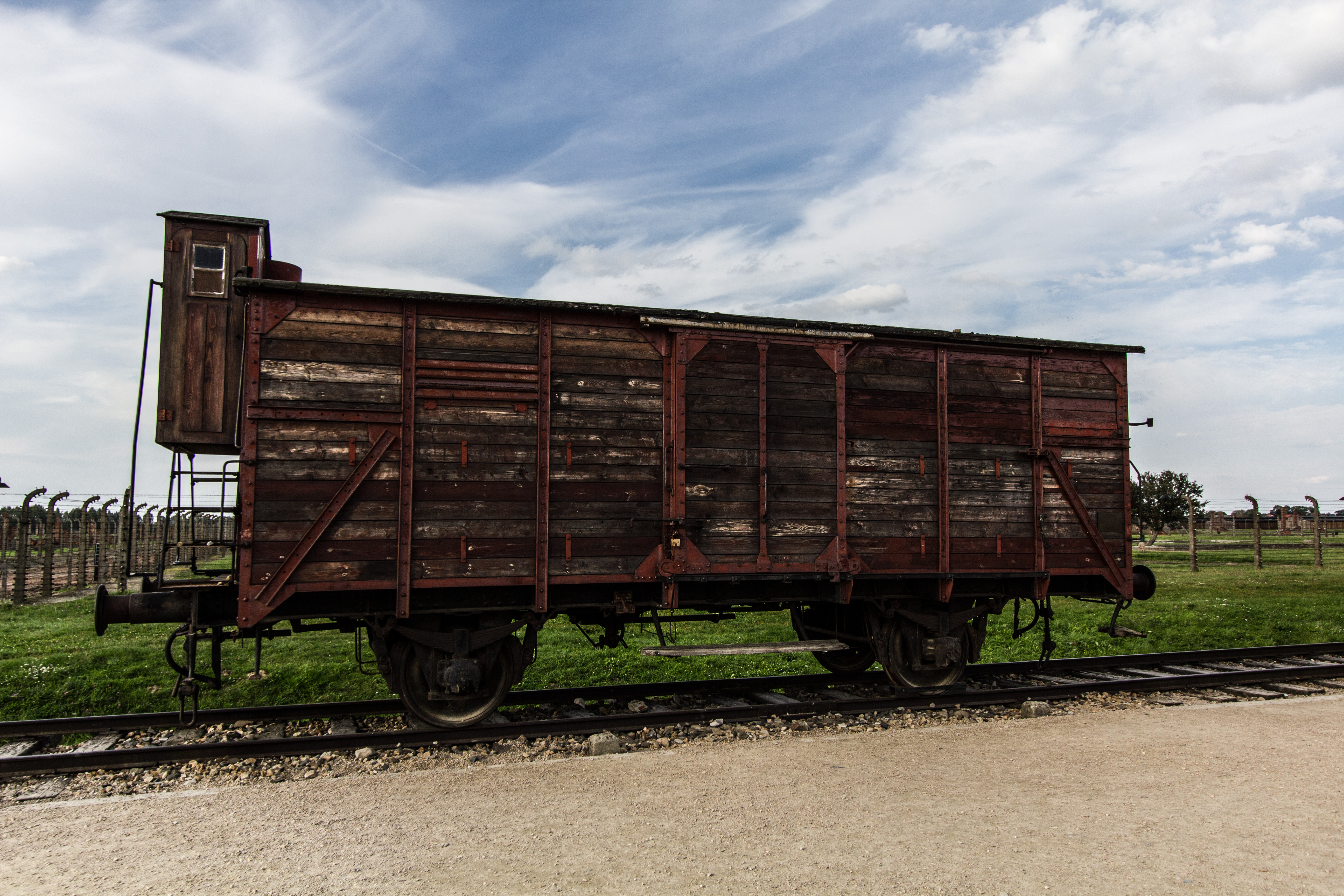
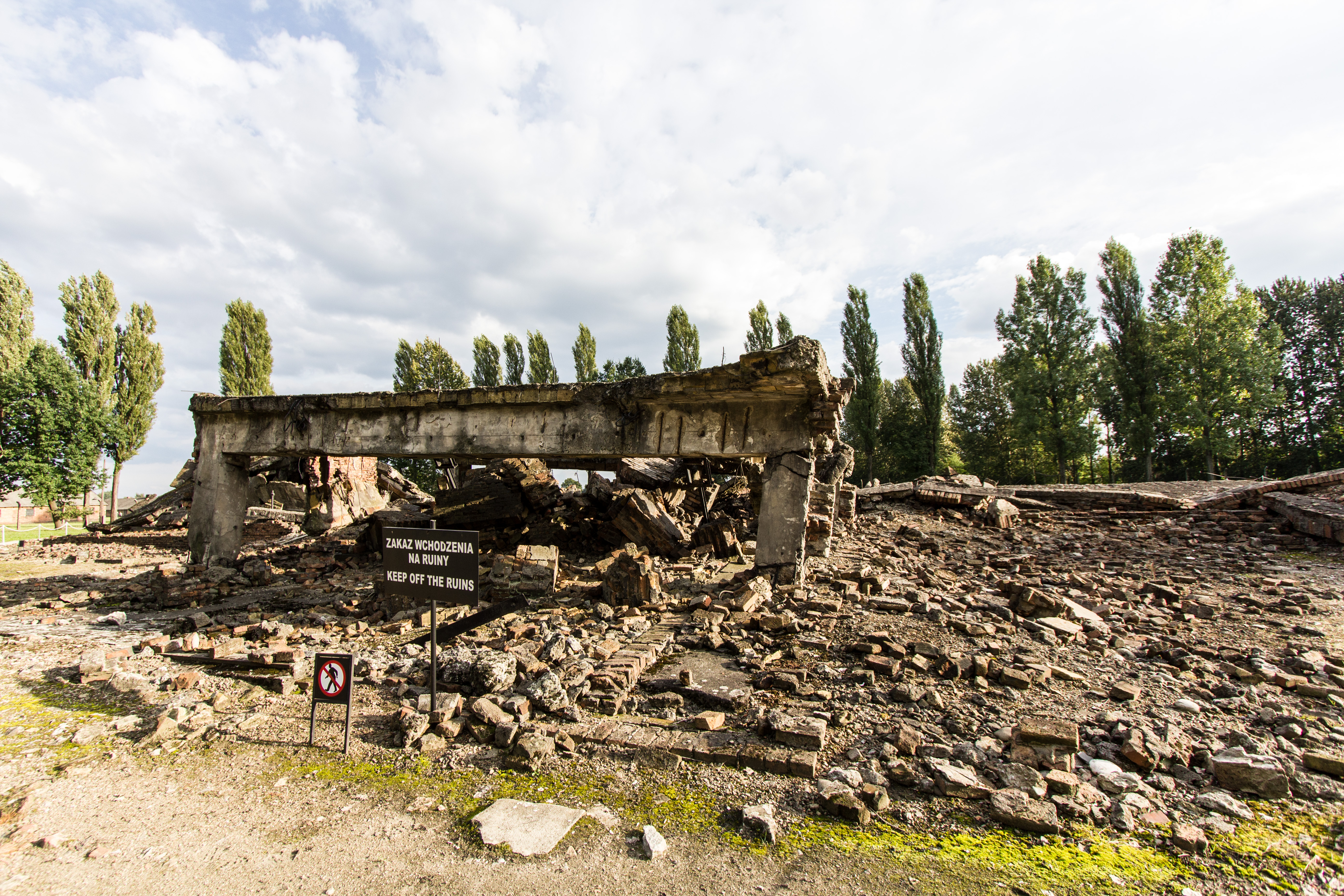
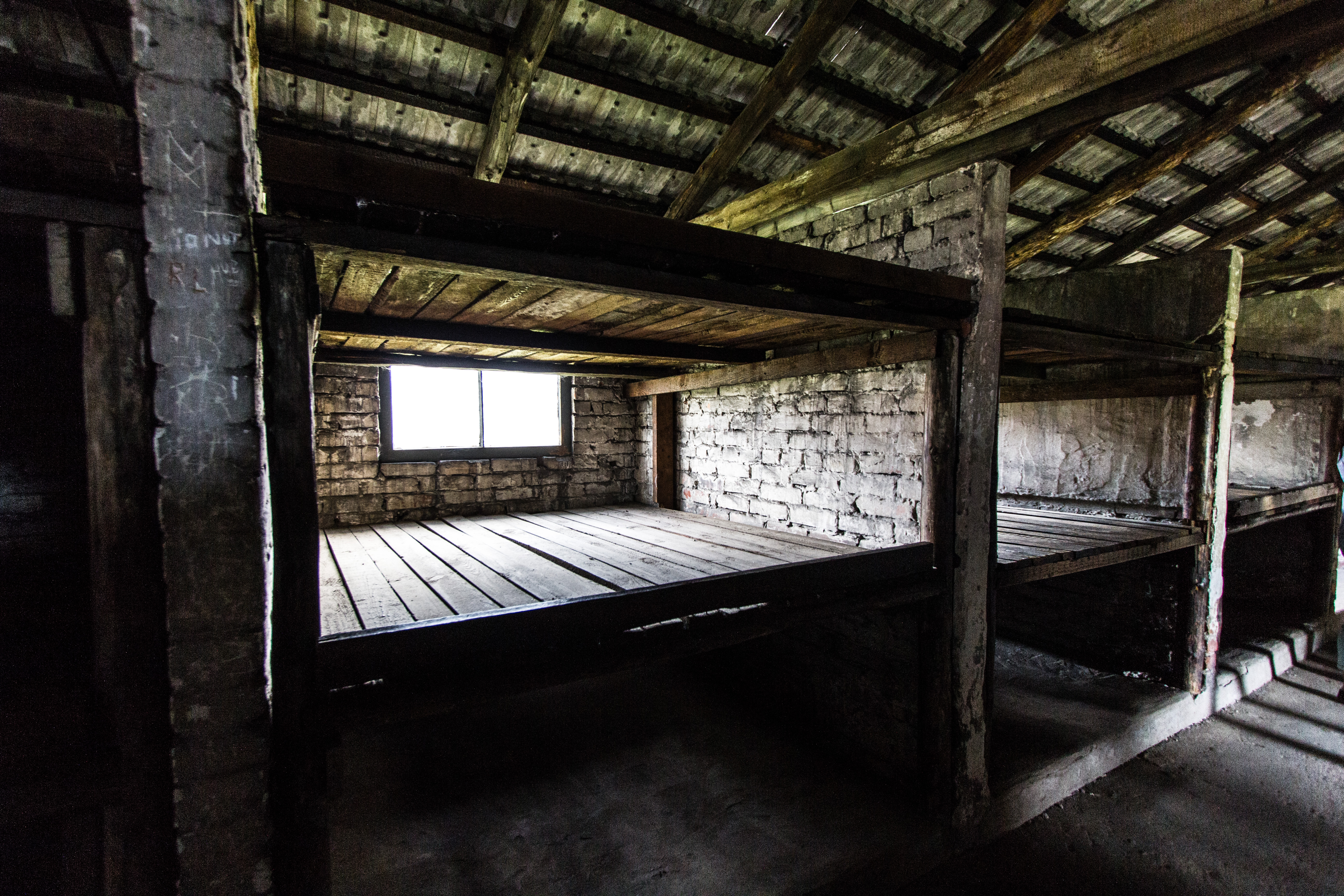
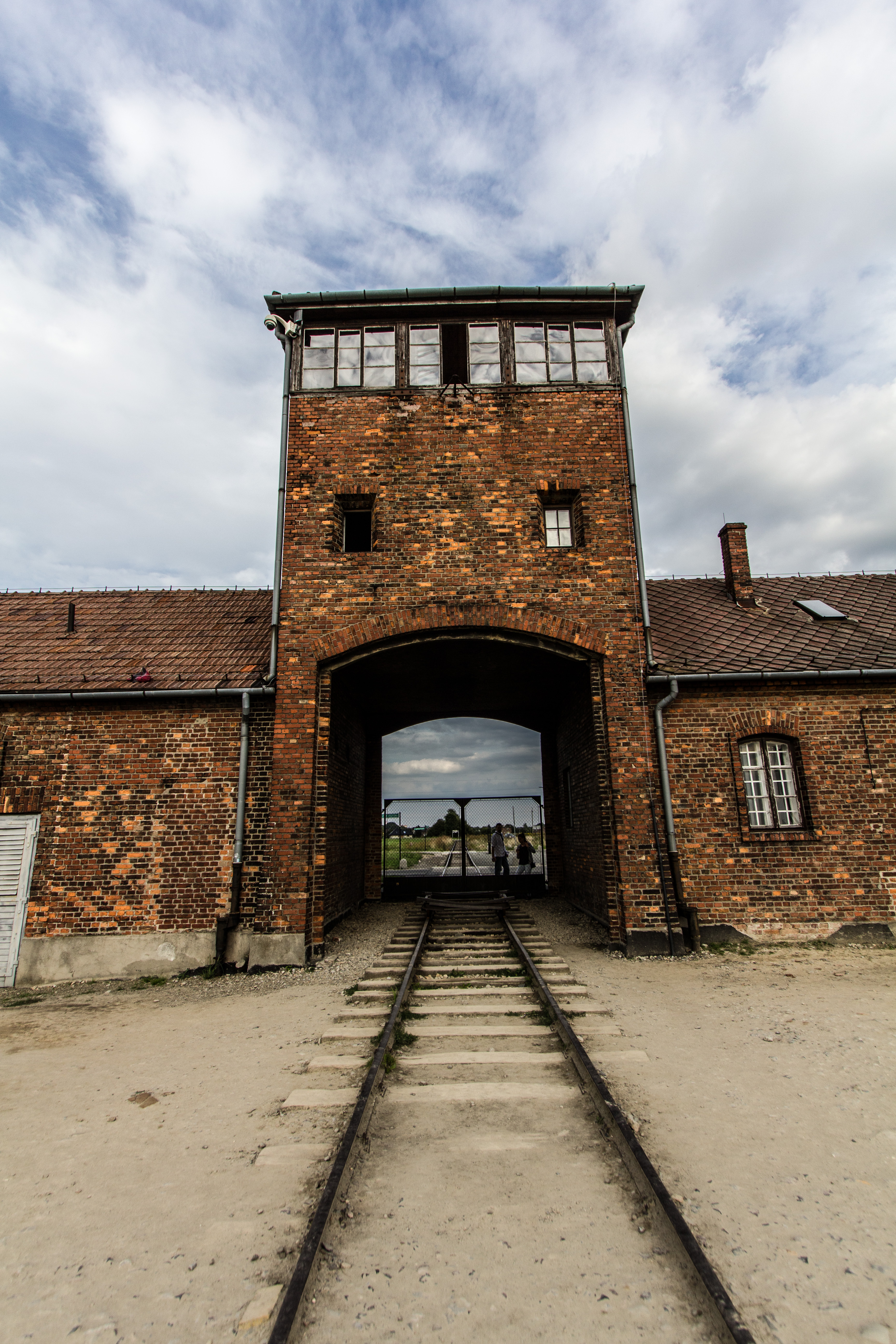
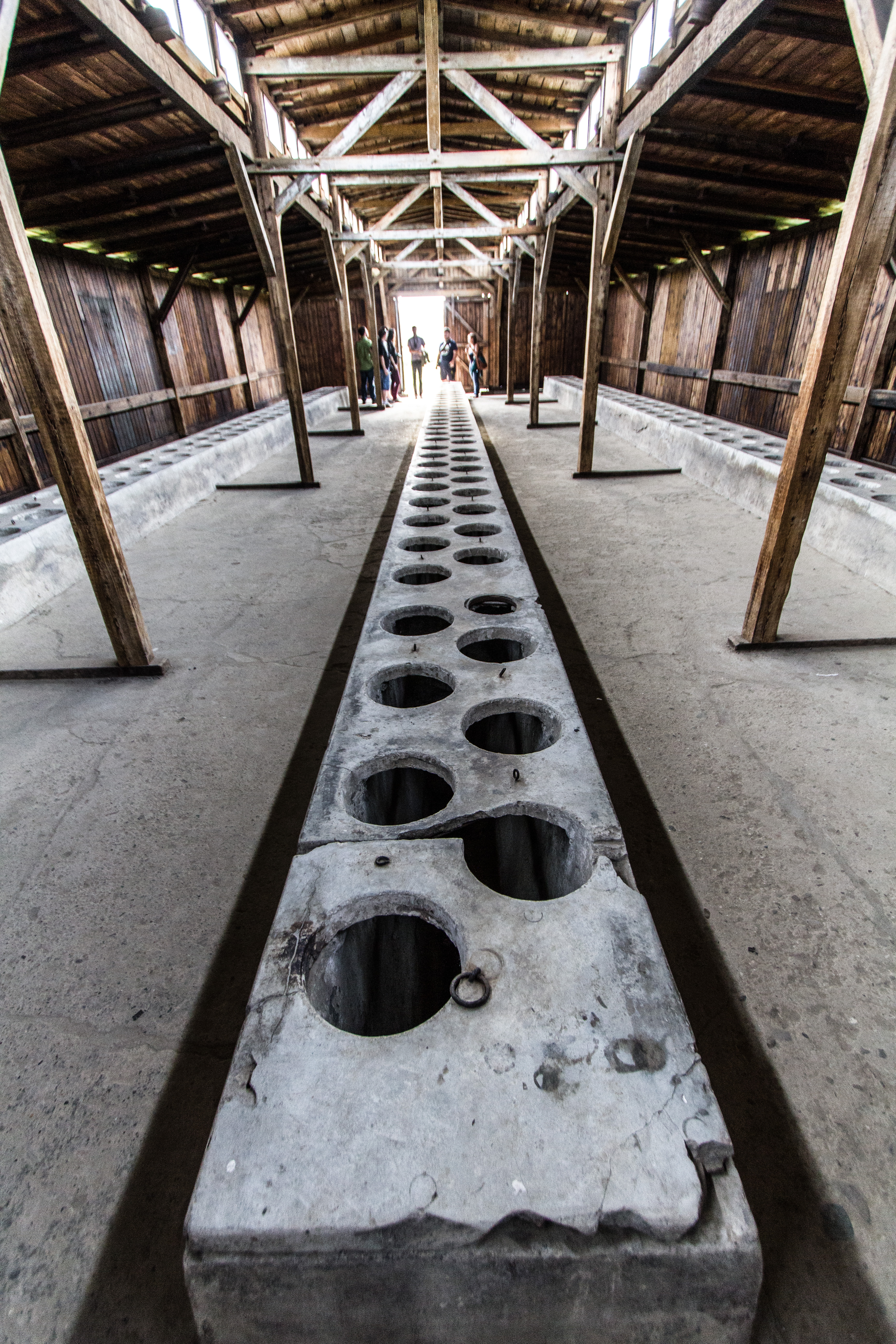
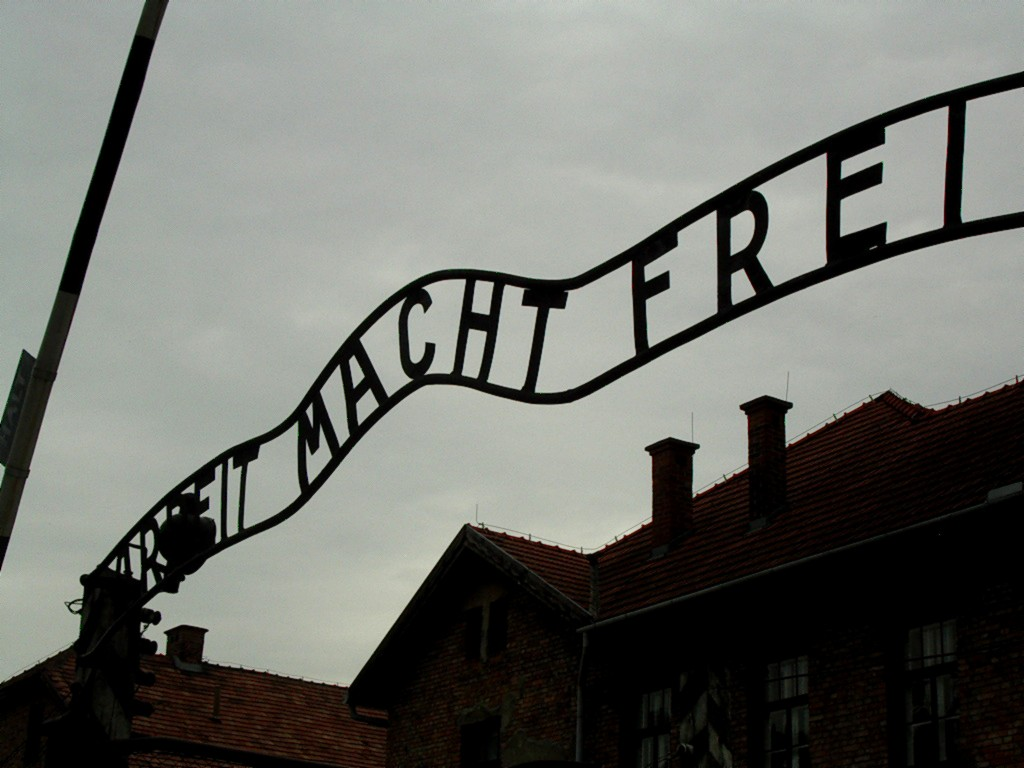
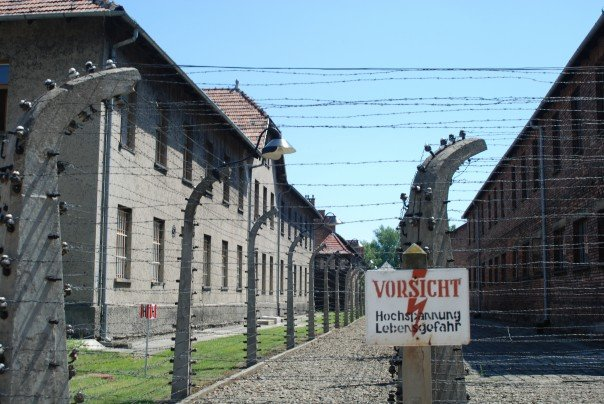
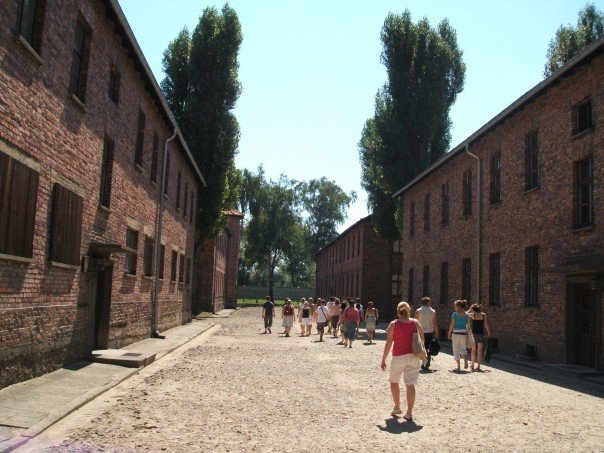
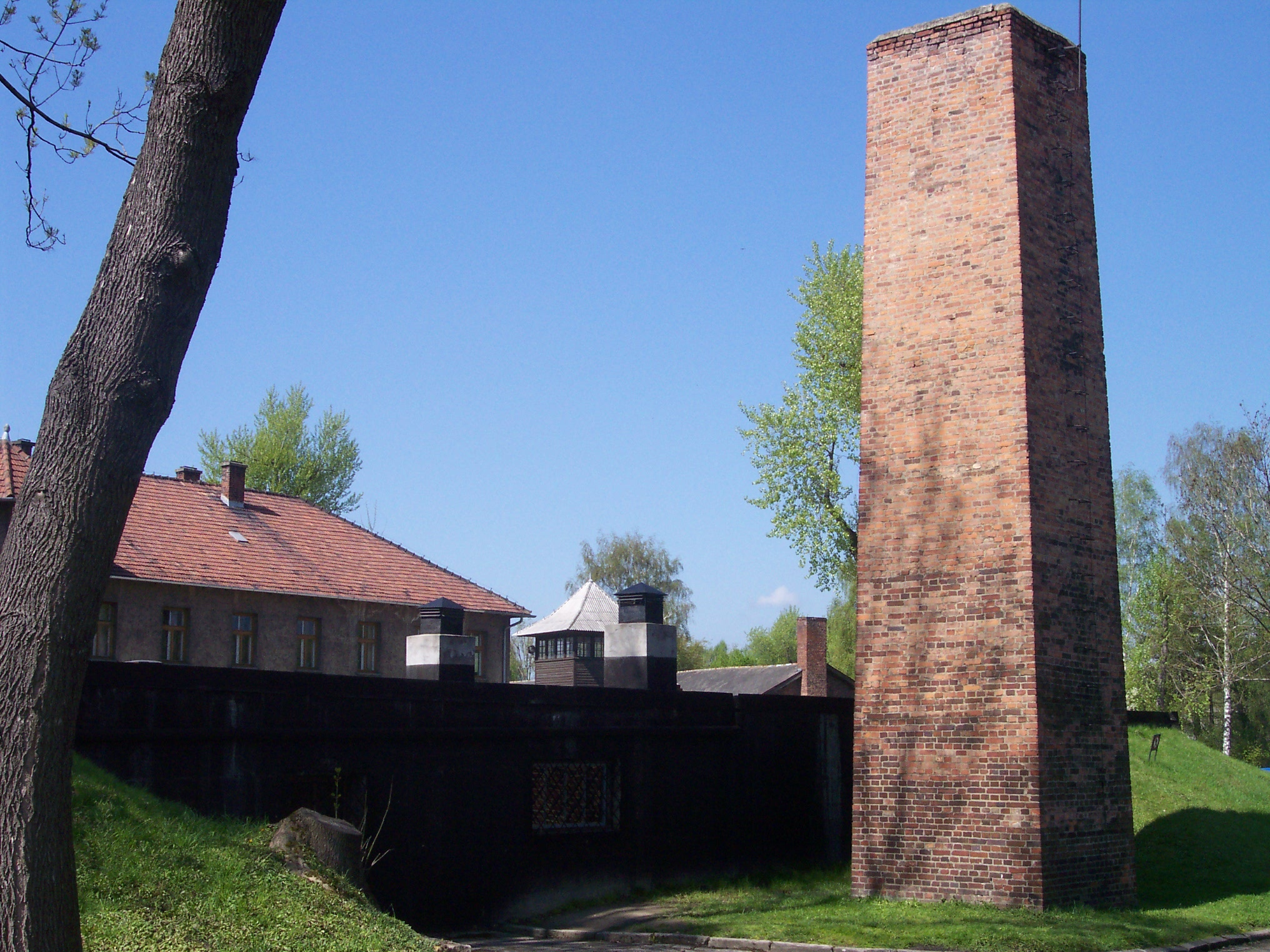
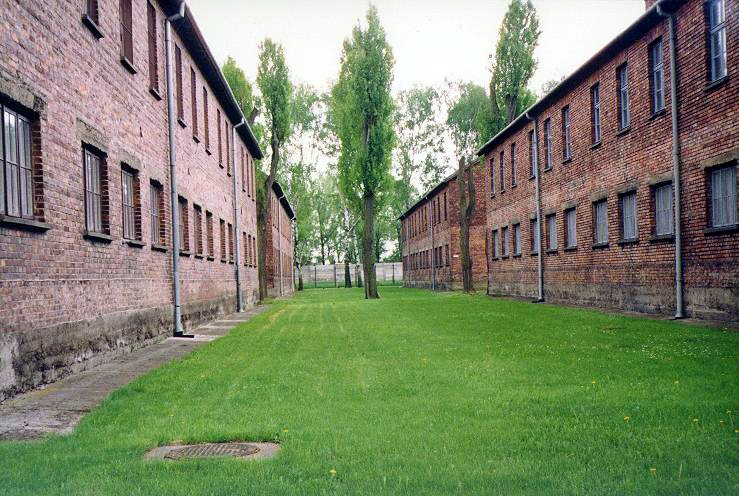
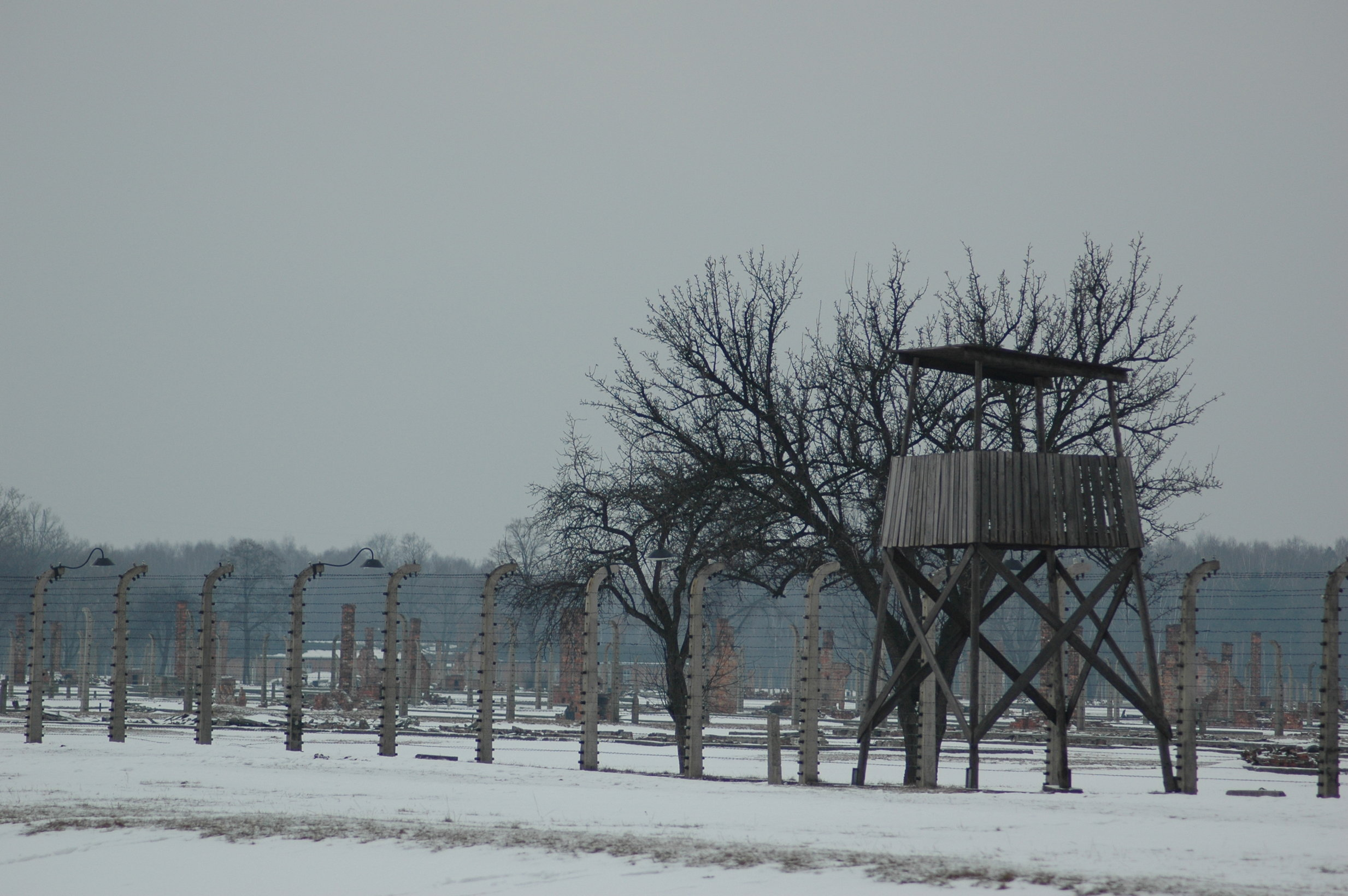
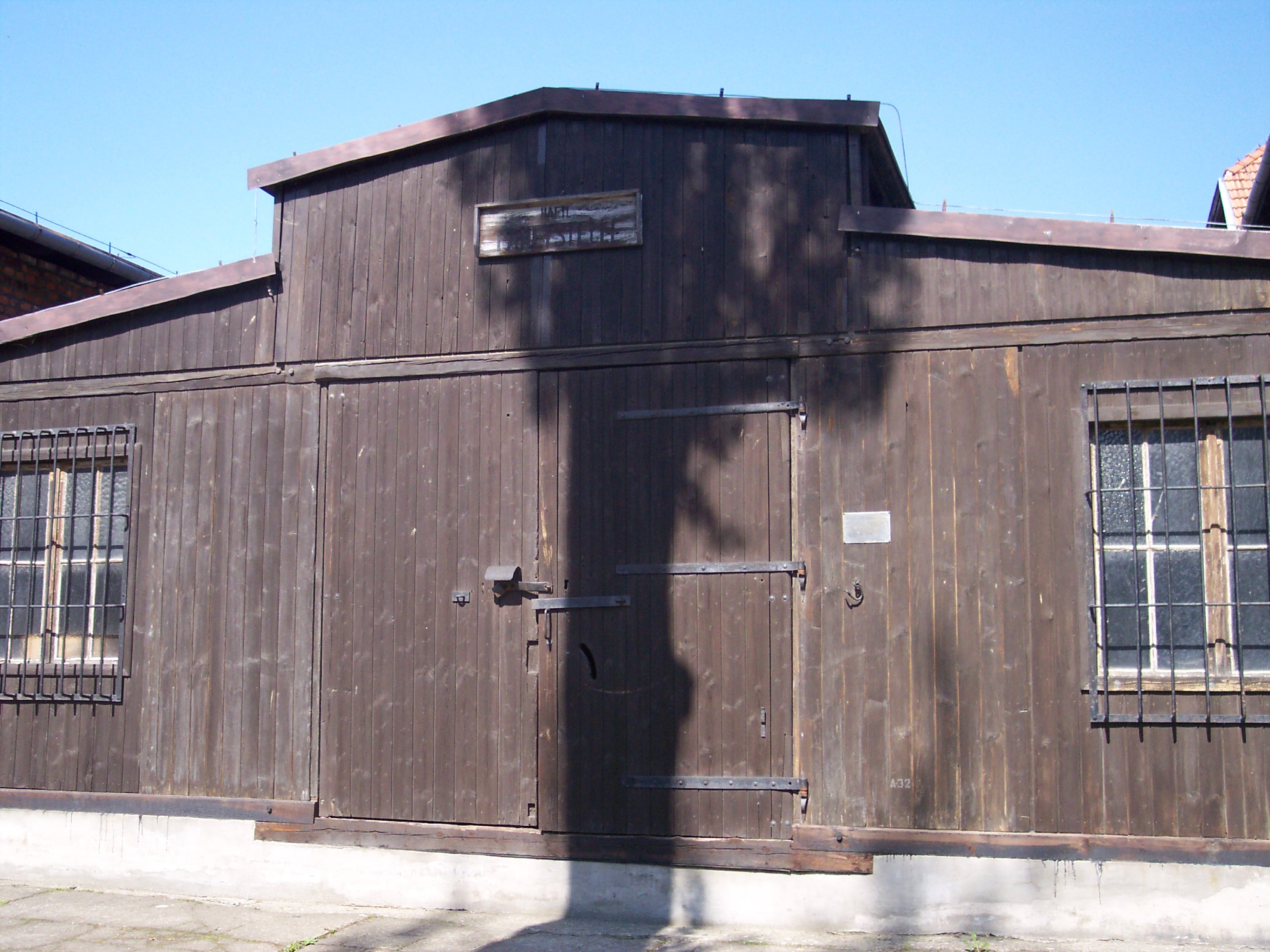
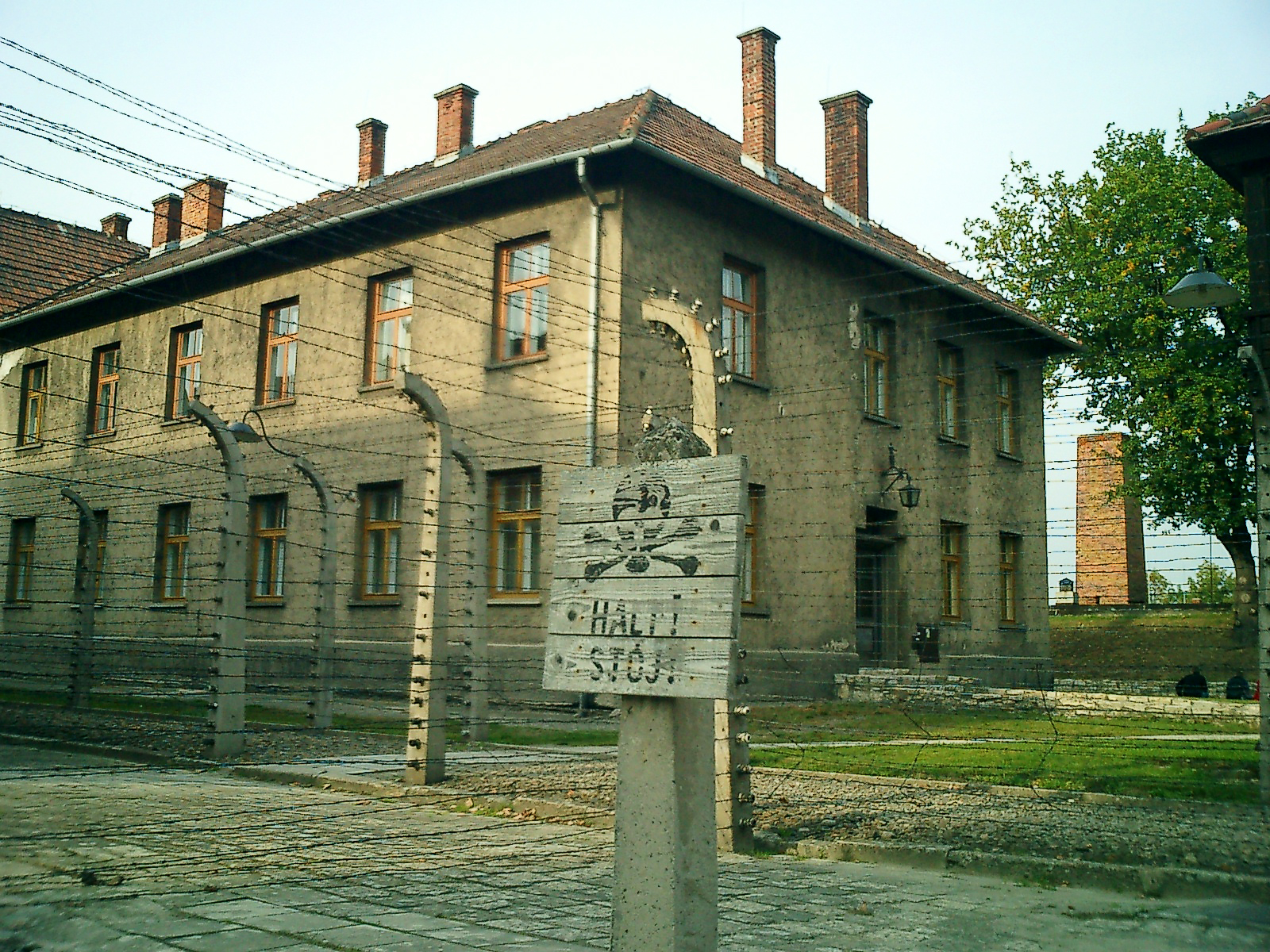
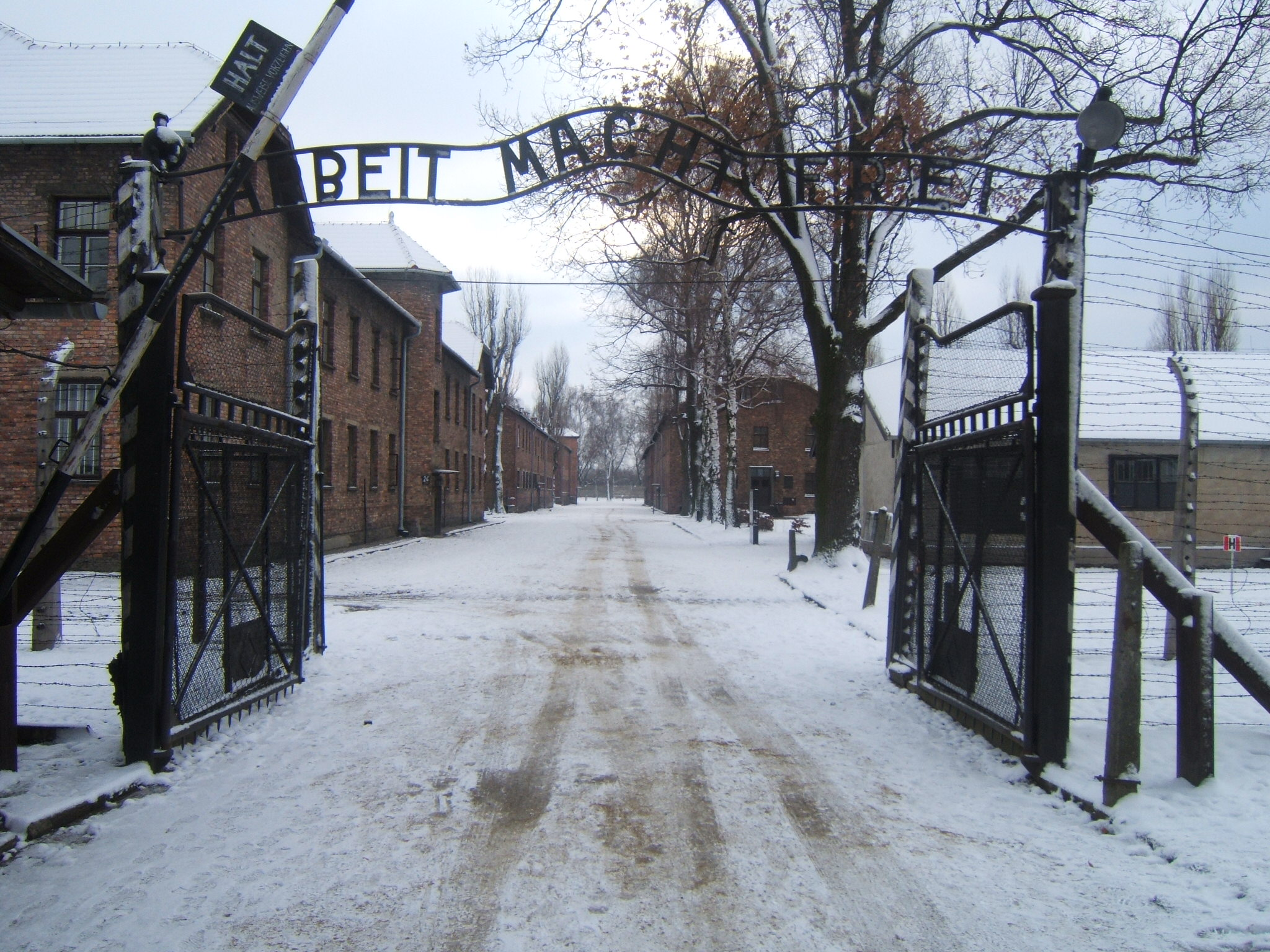
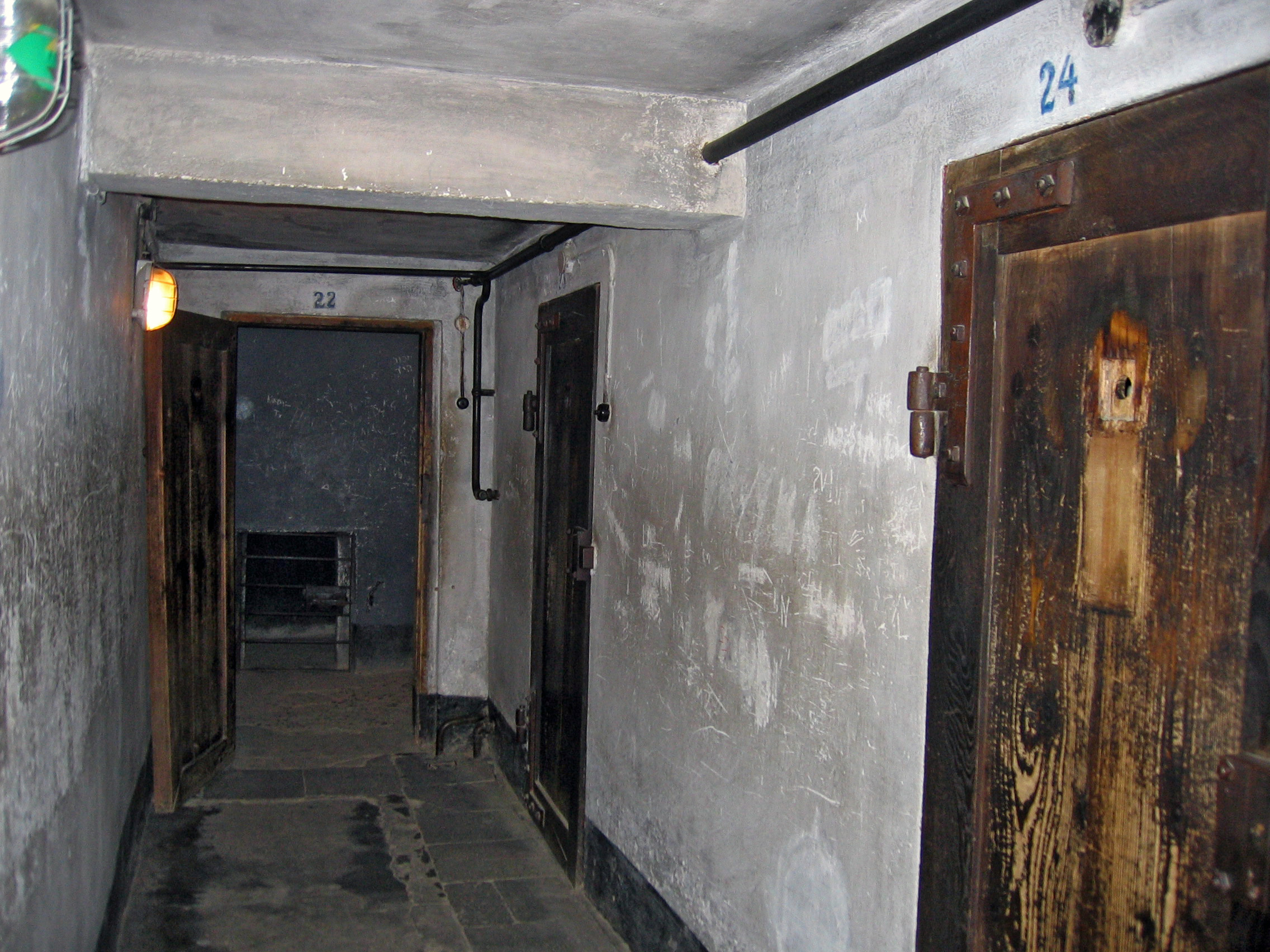
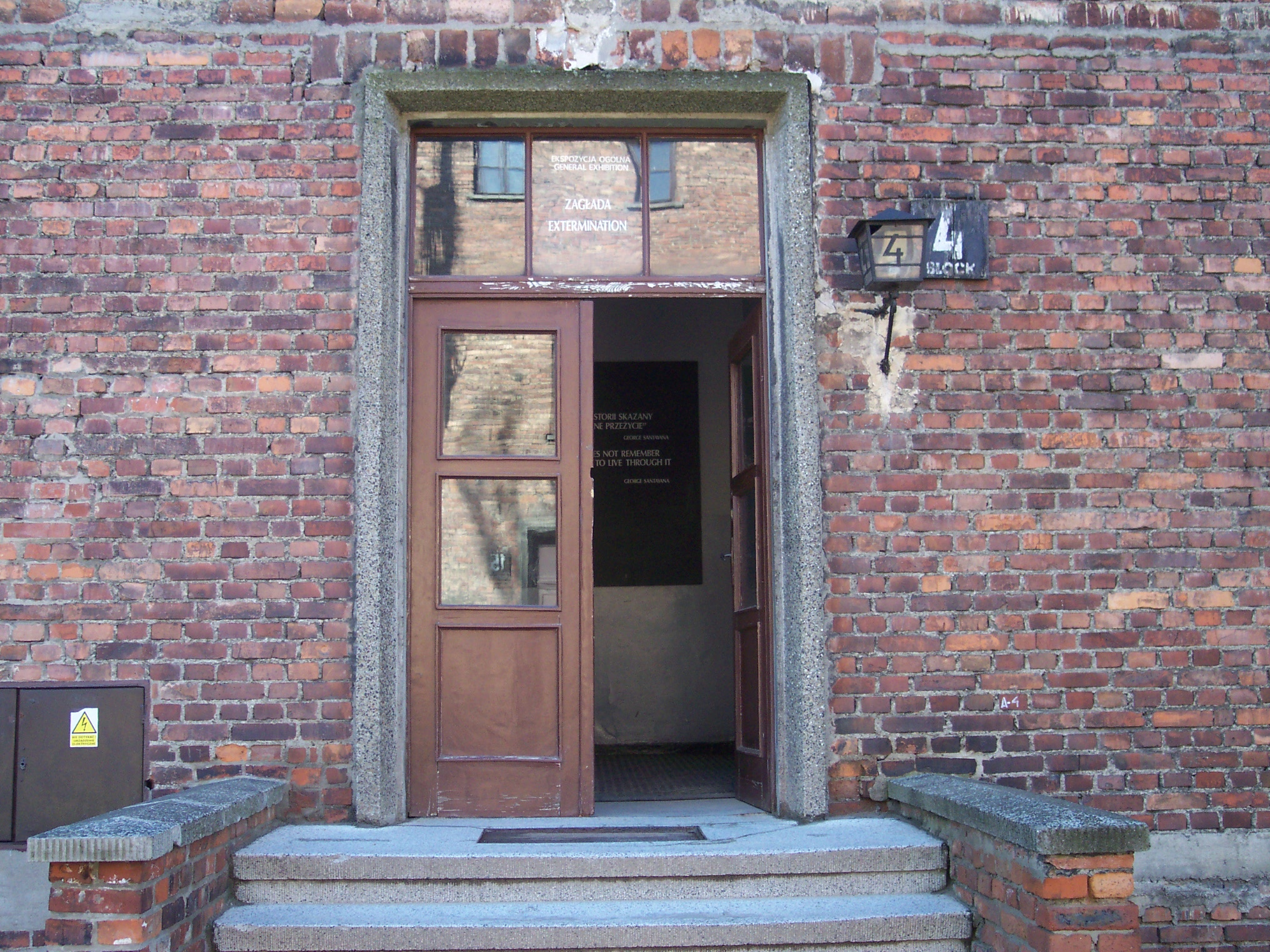
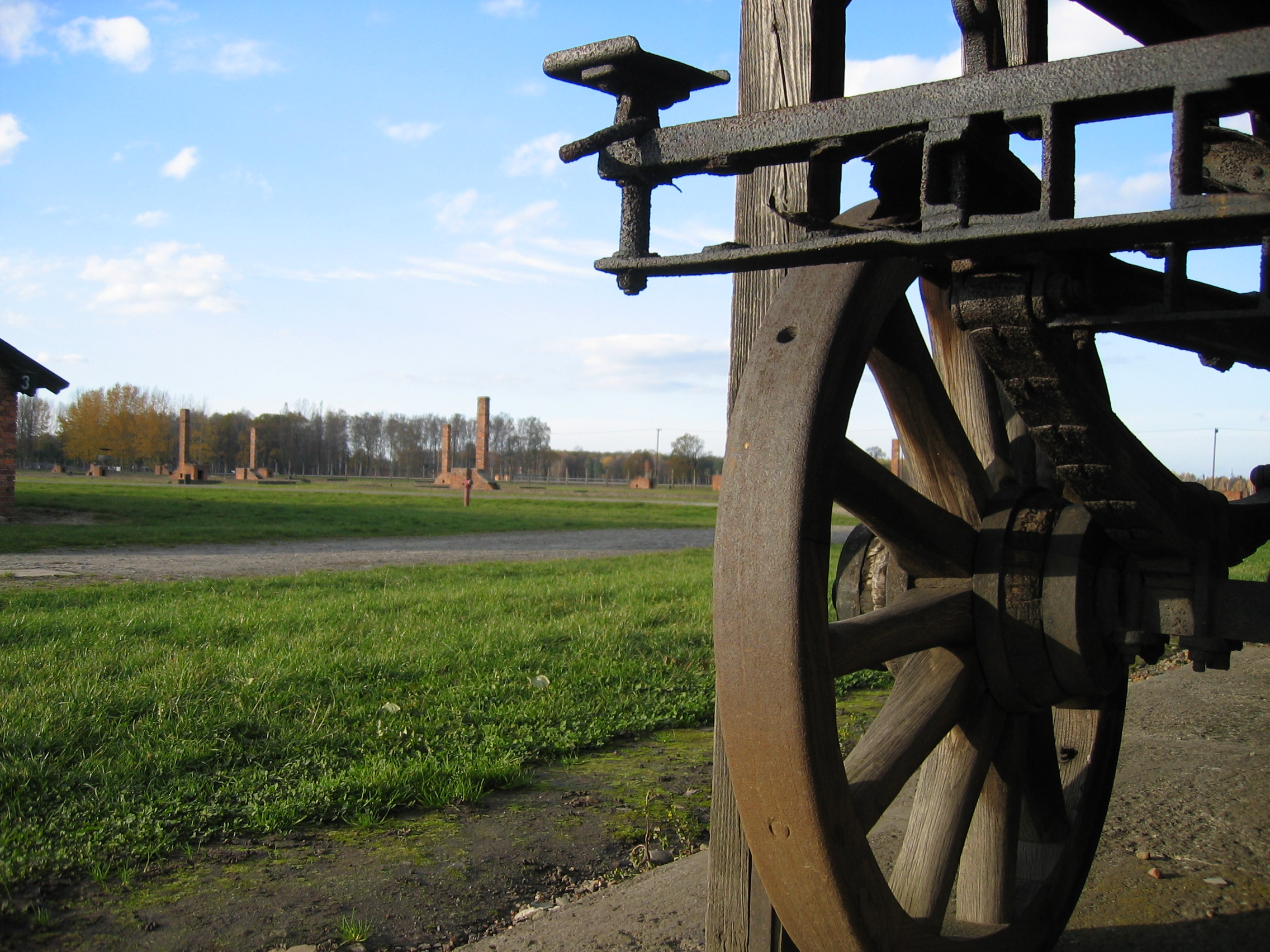
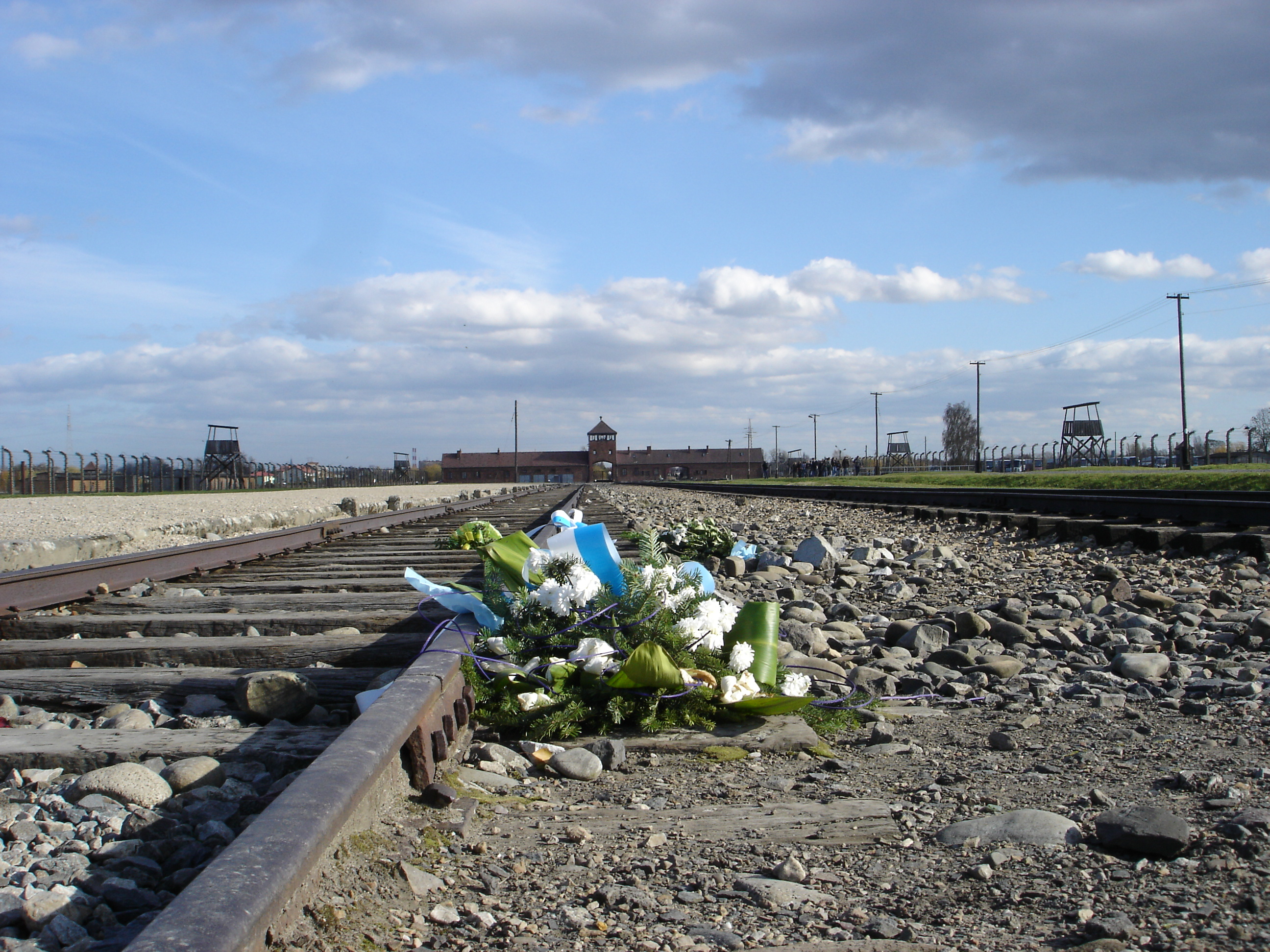
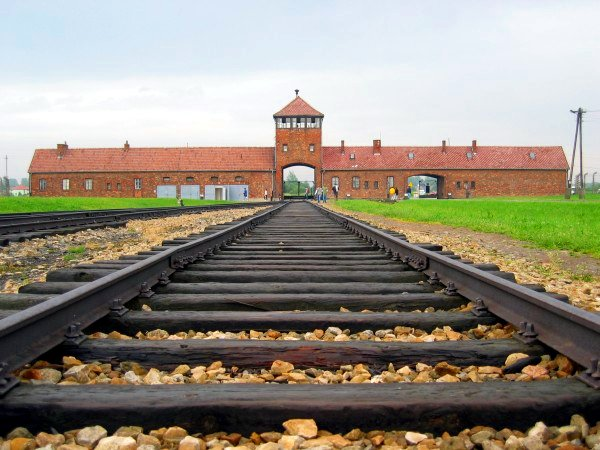
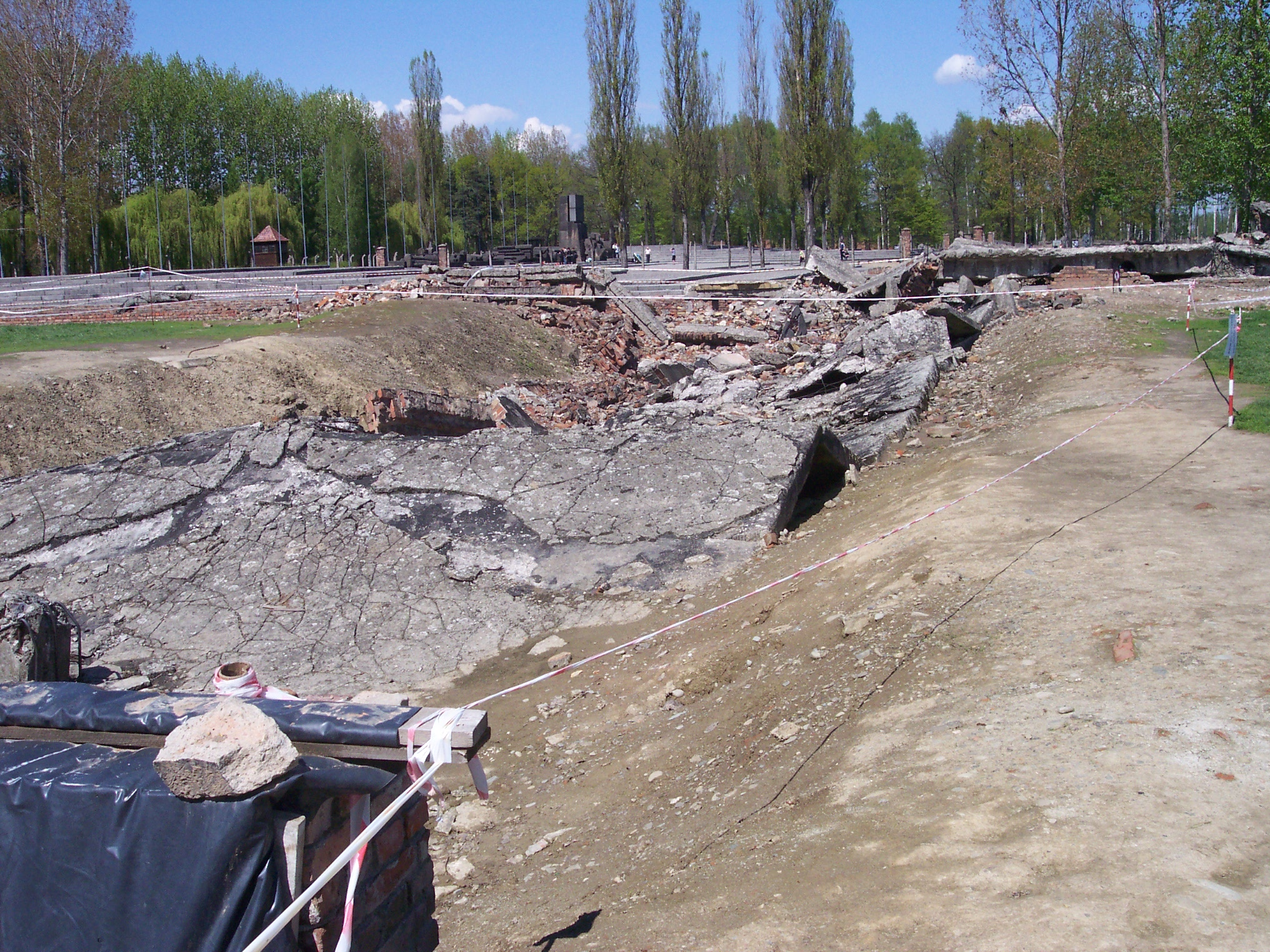
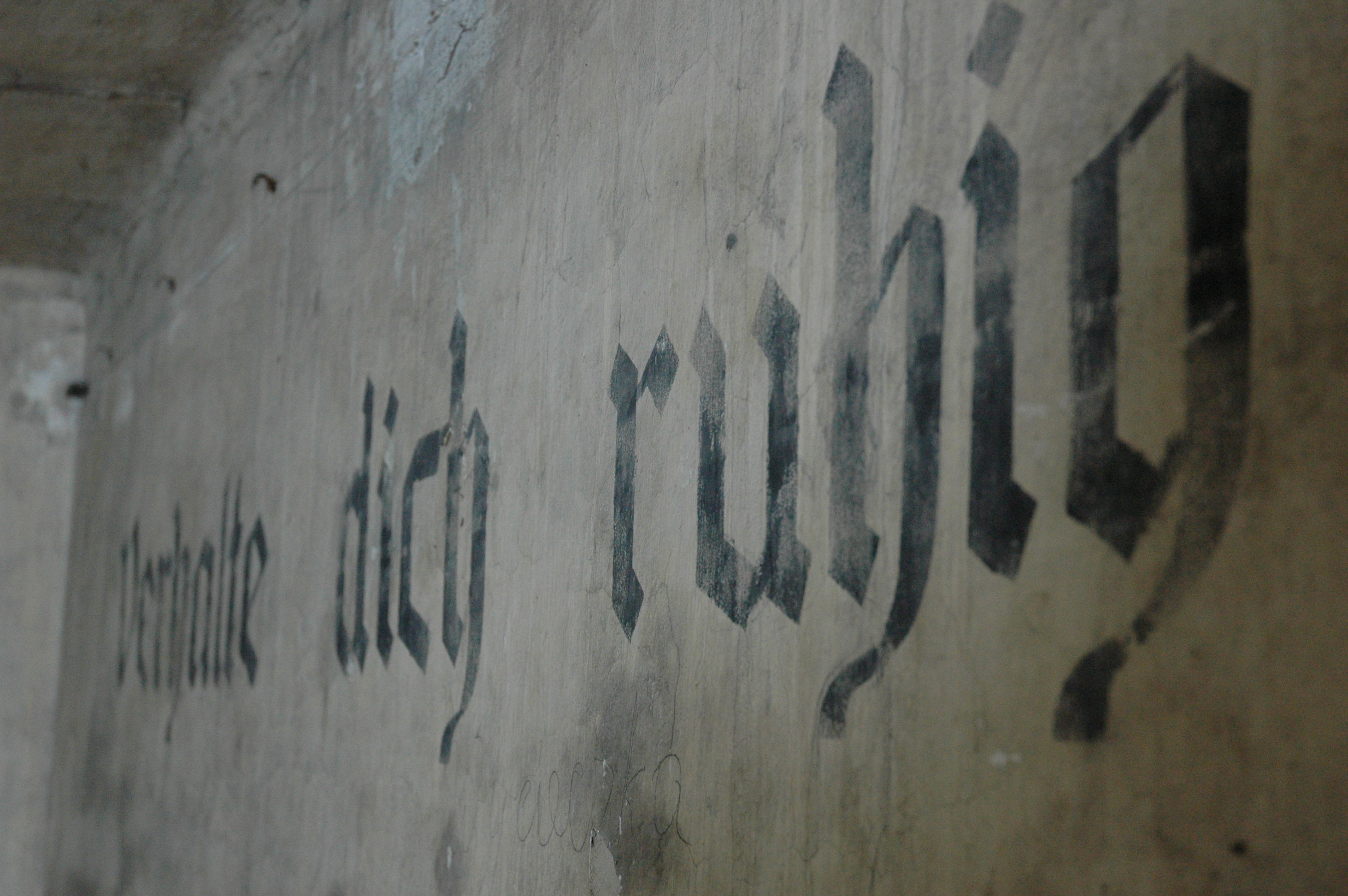
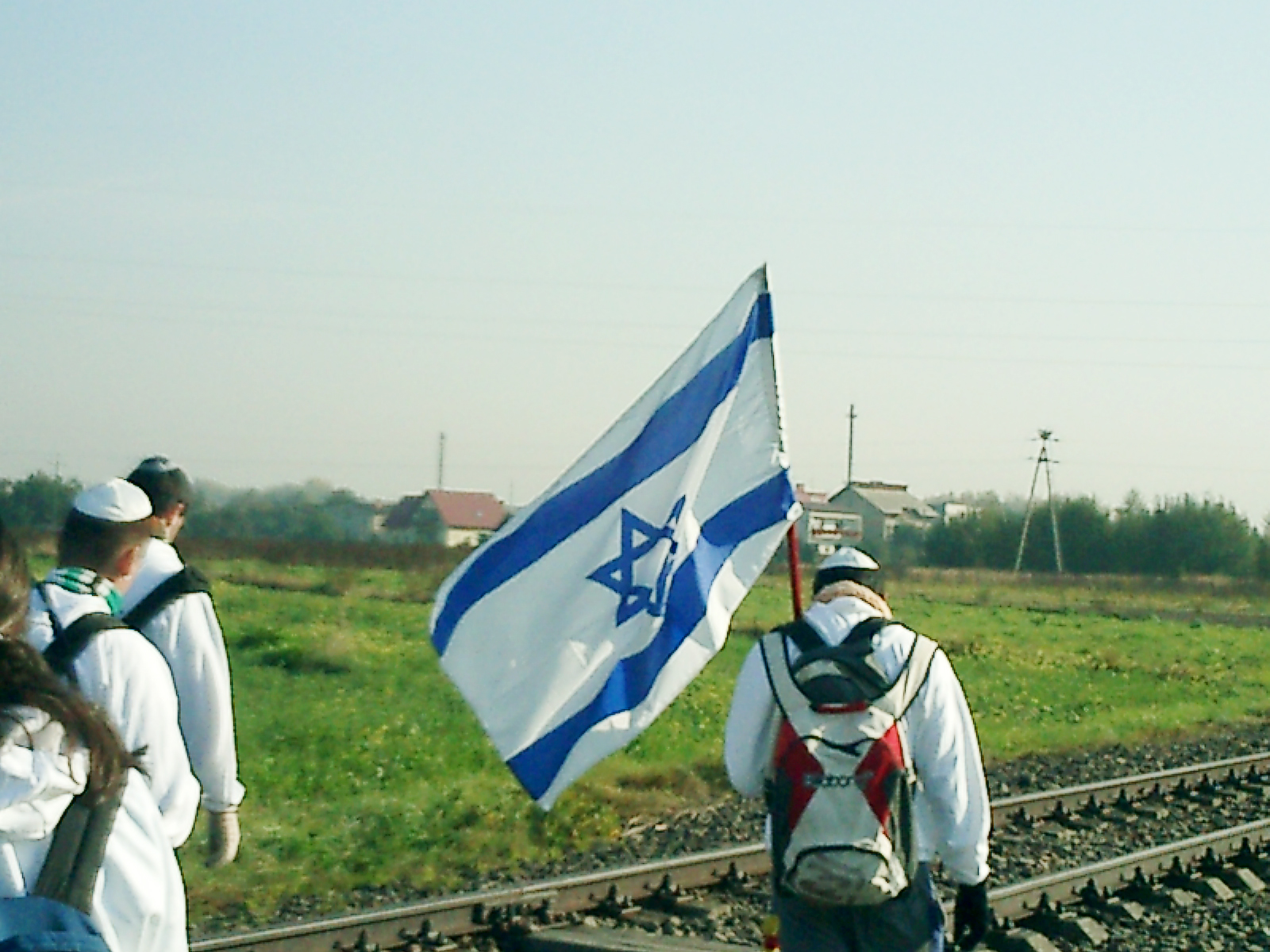
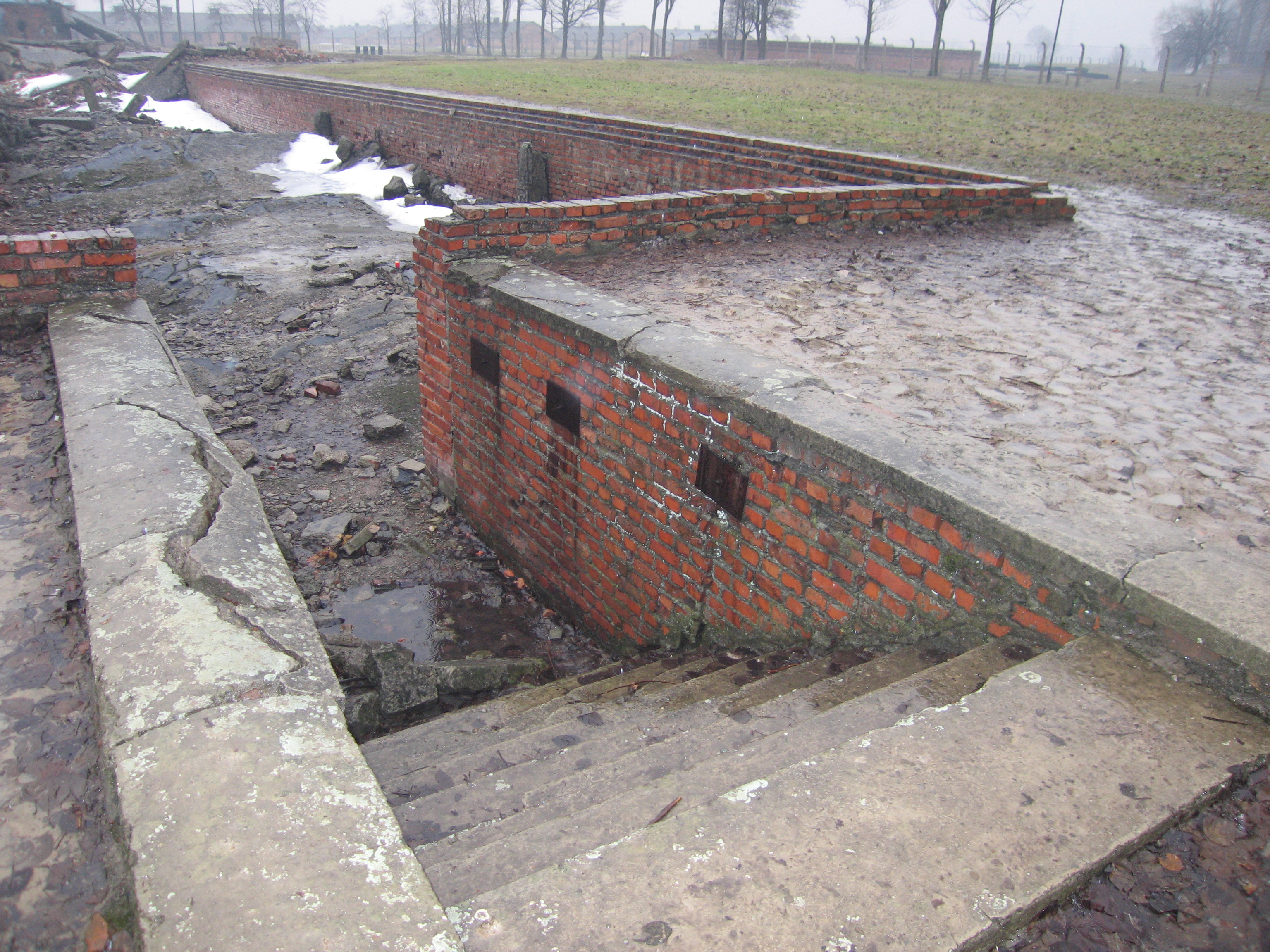
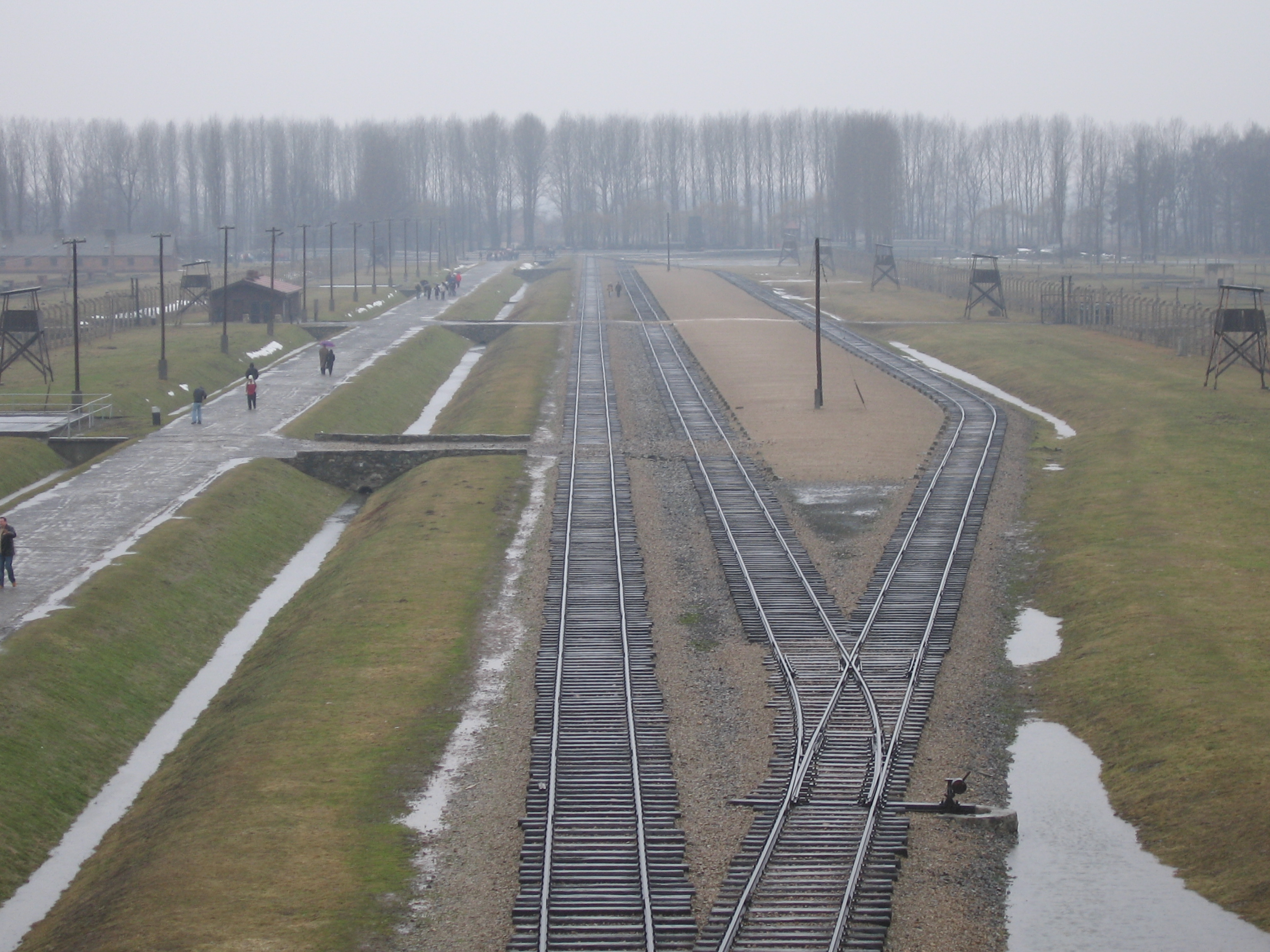
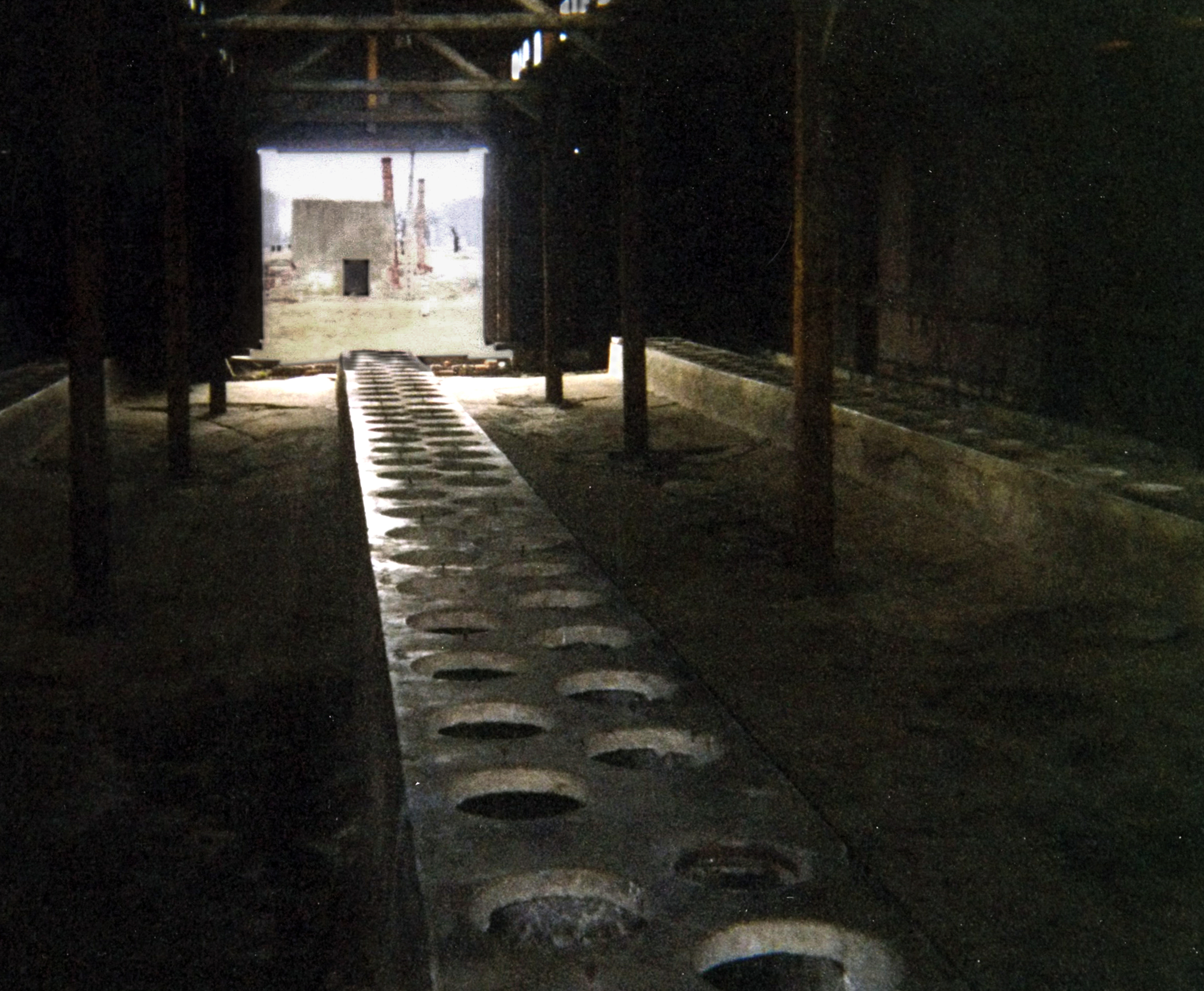
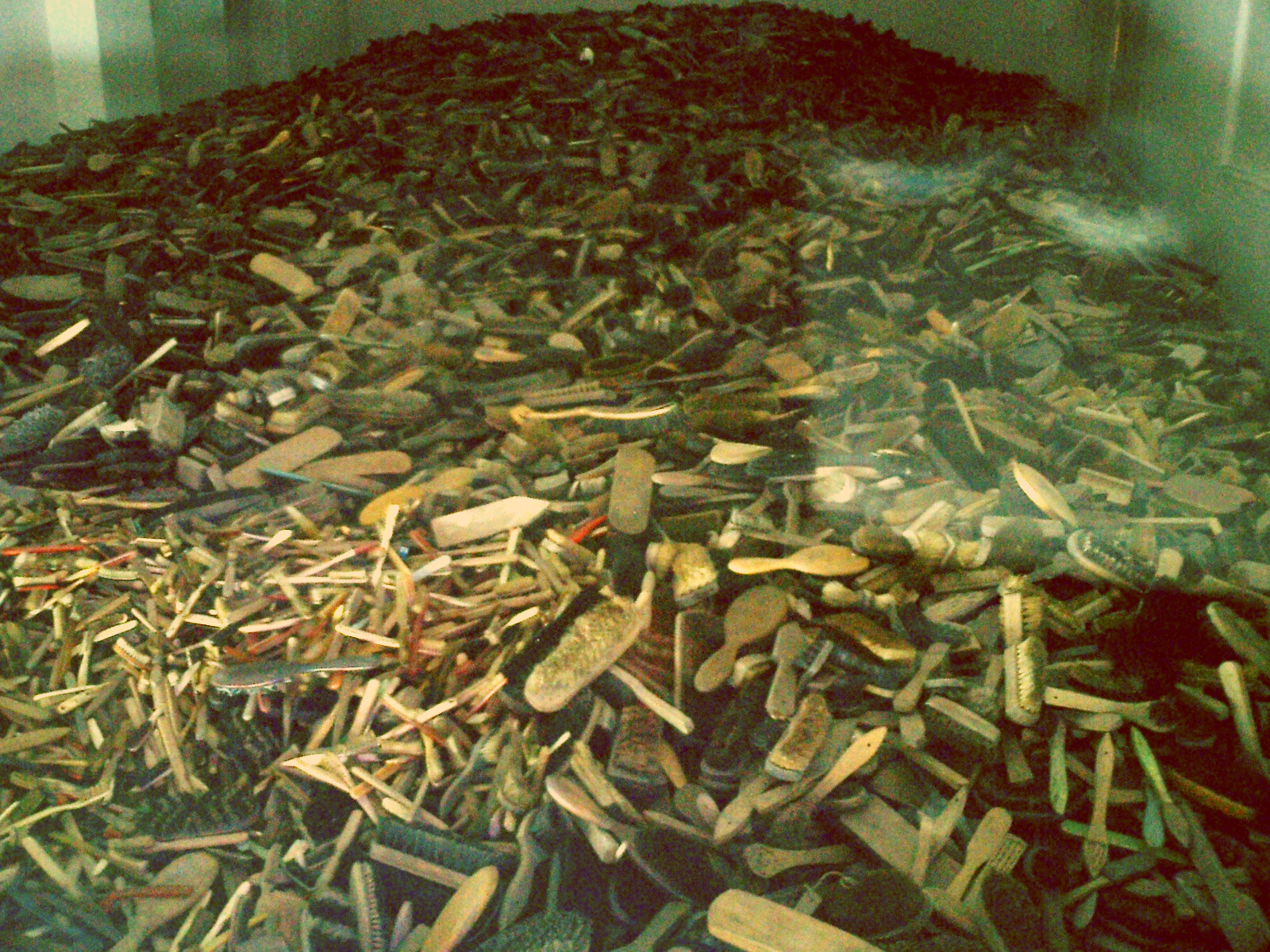